# Belarús
|  | Per a altres significats, vegeu «Belarús (desambiguació)». |

Belarús (en belarús, Беларусь [Belarus]), oficialment República de Belarús, tradicionalment anomenada Bielorússia, és un estat sense litoral de l'Europa de l'Est. Limita amb Rússia al nord-est, Ucraïna al sud, Polònia a l'oest i Lituània i Letònia al nord-oest. La capital és Minsk. Els boscos en cobreixen més d'un 40% de la superfície de 207.600 km². Els seus principals sectors econòmics són els serveis i la manufactura. Fins al segle xx, les terres que formen l'actual Belarús foren controlades per diversos estats, incloent-hi el Principat de Polotsk, el Gran Ducat de Lituània, la Confederació de Polònia i Lituània i l'Imperi Rus.
A partir del 1917, diversos estats es disputaren el control del territori en la guerra que seguí la Revolució Russa. Aquests enfrontaments culminaren en el naixement de la República Socialista Soviètica (RSS) de Belarús, que el 1922 es convertí en un dels membres fundadors de la Unió Soviètica. Belarús es veié obligada a cedir gairebé la meitat del seu territori a Polònia arran de la derrota soviètica en la guerra poloneso-soviètica (1919–1921). Les fronteres de Belarús començaren a assumir la seva forma actual el 1939, amb la reintegració de terres de la Segona República Polonesa després de la invasió soviètica de Polònia, i no han canviat des del final de la Segona Guerra Mundial. Les operacions militars del conflicte devastaren la república, que perdé aproximadament un quart de la població i la meitat dels seus recursos econòmics. Belarús reprengué el seu desenvolupament durant la postguerra. El 1945, l'RSS de Belarús esdevingué un dels membres fundadors de les Nacions Unides, juntament amb la Unió Soviètica, l'RSS d'Ucraïna i altres estats.
El parlament de la república proclamà la sobirania de Belarús el 27 de juliol del 1990 i, en el marc de la dissolució de la Unió Soviètica, Belarús declarà la independència el 25 d'agost del 1991. Després de l'aprovació d'una nova constitució el 1994, Aleksandr Lukaixenko fou elegit president en les primeres (i úniques) eleccions lliures celebrades al país i ha ocupat el càrrec ininterrompudament des d'aleshores. El 2000, Belarús i Rússia signaren un acord per reforçar la seva col·laboració i formar l'Estat de la Unió.
Alguns mitjans de comunicació occidentals han batejat el país com «l'última dictadura d'Europa» pel seu historial de violacions dels drets humans i un estil de govern que el mateix Lukaixenko ha descrit com a autoritari. El president ha mantingut en peus un cert nombre de polítiques de l'època soviètica, com ara la propietat estatal de grans sectors de l'economia. Les eleccions celebrades sota el seu govern han estat àmpliament criticades com a fraudulentes, mentre que nombrosos estats i organitzacions han denunciat la persecució violenta dels opositors polítics. A més a més, Belarús és l'únic estat europeu on encara és vigent la pena de mort.
Es tracta d'un estat en vies de desenvolupament amb una puntuació molt alta en l'índex de desenvolupament humà. És membre fundador de l'Organització de les Nacions Unides (ONU) i forma part de la Comunitat d'Estats Independents (CEI), l'Organització del Tractat de Seguretat Col·lectiva (OTSC), la Unió Econòmica Eurasiàtica (UEE), l'Organització per a la Seguretat i la Cooperació a Europa (OSCE) i el Moviment de Països No-alineats.
Des del referèndum del 1995, l'estat té dos idiomes oficials: el belarús i el rus. La Constitució de Belarús no declara una religió oficial, encara que la principal religió al país és el cristianisme ortodox eslau, i la segona més popular és el catolicisme romà. Tant els ortodoxos com els catòlics respecten les festes nacionals de Nadal i Pasqua. Belarús no ha mostrat cap aspiració d'unir-se a la Unió Europea però hi manté una relació bilateral i participa en dos projectes europeus: l'Associació Oriental i la Iniciativa de Bakú.

## Etimologia

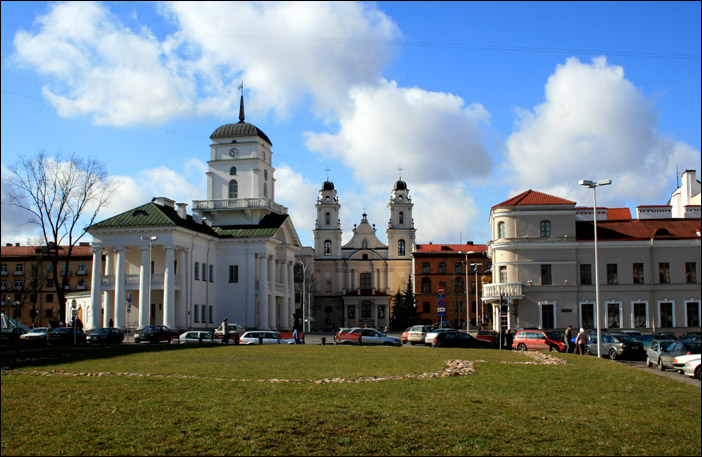
Minsk, ciutat vella

Belarús és coneguda internacionalment, en particular en anglès, amb el nom autòcton de Belarus, que transcrit de l'idioma original en ortografia catalana sona aproximadament com a Bielarús. En efecte: en proclamar la independència, l'estat sol·licità ser conegut internacionalment amb el nom autòcton de República de Belarús, que encara avui és l'únic oficial. Hi ha, a més, un matís important entre ambdues formes: l'autòctona, Belarús, significa 'Rus Blanca', en referència a l'antiga Rus de Kíev; el rus Bielorússia significa 'Rússia Blanca' i, encunyat sota el tsarisme, és paral·lel al de «Petita Rússia» que es donava a Ucraïna. De fet, en català s'ha proposat l'ús del corònim Bielarús i del gentilici bielarussenc com a substitutius de Bielorússia i bielorús, formes basades en el rus; avui dia aquestes formes alternatives no han estat assumides per la normativa catalana.
Hi ha diverses teories sobre l'origen del nom «Rus Blanca». Una teoria etnoreligiosa suggereix que el nom es feia servir per a descriure les terres rutenes del Gran Ducat de Lituània que havien estat poblades majoritàriament per eslaus cristians, en contraposició a la Rutènia Negra, poblada per bàltics pagans. Una altra explicació alternativa és que el nom es refereixi a la vestimenta blanca duta per la població eslava local. Una tercera teoria sosté que les terres del Rus que no van ser conquerides pels tàtars (i.e., Pòlatsk, Vítsiebsk i Mahiliou) van rebre el nom de «Rus Blanca».
El nom va aparèixer per primera vegada en la literatura medieval alemanya i llatina; les cròniques de Jan de Czarnków mencionen l'engarjolament del gran duc lituà Ladislau II Jagelló i la seva mare a «Albae Russiae, Poloczk dicto» el 1381.
El terme llatí «Alba Russia» el va tornar a fer servir el papa Pius VI el 1783 quan va reconèixer-ne la Companyia de Jesús, exclamant «Approbo Societatem Jesu in Alba Russia degentem, approbo, approbo». El primer ús conegut de «Rússia Blanca» per a referir-se a Belarús és de finals del segle xvi per part d'un anglès, sir Jerome Horsey, que era conegut pels seus contactes estrets amb la cort reial de Rússia. Durant el segle xvii, els tsars russos feien servir el terme «Rússia Blanca» quan es referien a les terres afegides del Gran Ducat de Lituània.
El terme «Bielorússia» (en rus: Белору́ссия) va fer-se popular en l'època de l'Imperi rus. El tsar era anomenat «tsar de totes les Rússies», ja que l'Imperi rus el formaven tres parts de Rússia —la Gran, la Petita i la Blanca. Això asseverava que tots els territoris eren russos i també el poble belarús, variant del poble rus.
Després de la Revolució bolxevic el 1917, el terme «Rússia Blanca» causava confusió ja que també era el nom de la força militar que s'oposa als bolxevics rojos. Durant el període de l'RSS, es va abraçar el terme com a part de la conscienciació nacional. A la Belarús occidental sota control polonès, el terme es va popularitzar a les regions de Białystok i Hrodna durant el període d'entreguerres.
El terme Belarús només es va fer servir oficialment fins al 1991, quan el Soviet Suprem de l'RSS de Belarús va decretar per llei que la nova república independent s'anomenaria «República de Belarús» i que la forma abreujada en seria «Belarús». La llei decretava que totes les formes del nou terme haurien de ser transliterades en altres llengües des de la forma oficial. L'ús de RSS de Belarús i altres abreviatures va ser permesa del 1991 al 1993. Les forces conservadores no van donar suport al canvi de nom i es van oposar a la seva inclusió en l'esborrany de constitució de 1991.
Alguns diaris locals mantenen el nom antic, com ara la versió local del diari rus Pravda, i també els que volen que Belarús s'uneixi a Rússia.

## Història

### Inicis
Del 5000 al 2000 aC, la cultura de la ceràmica de bandes hi predominava. A més a més, es van trobar romanents de la cultura del Dnièper-Donets a Belarús i parts d'Ucraïna. Els cimmeris i altres pastors van rondar-hi cap el 1000 aC i el 500 dC els eslaus hi havien establert residència, envoltats pels escites. Alguns invasors provinents de l'Àsia, com ara els huns i els àvars, van arribar-hi entre el 600 i 400 dC però no van poder expulsar-ne la presència eslàvica.

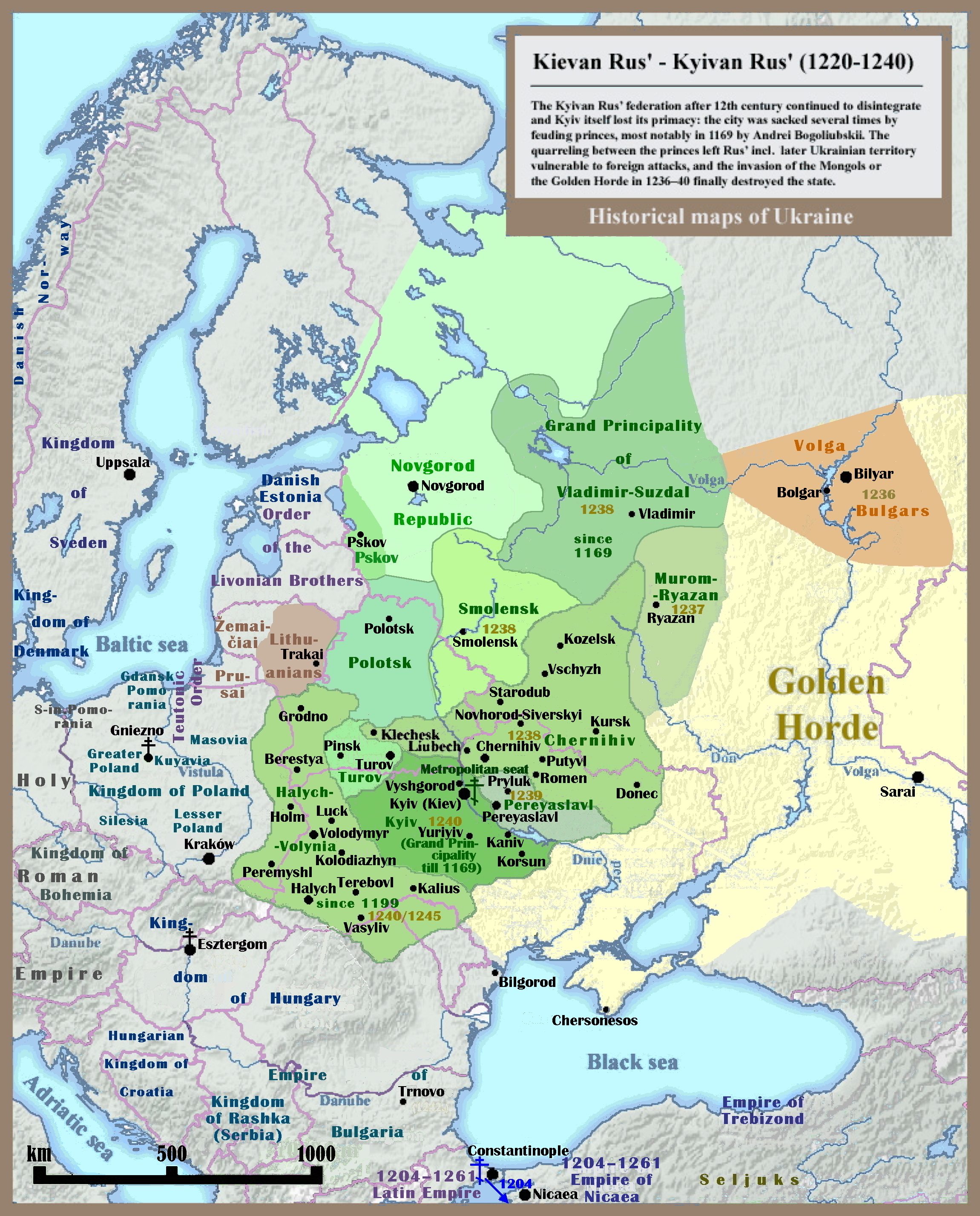
Principats del Rus abans de les invasions mongoles i lituanes.

A la regió que actualment és Belarús s'hi van assentar primer tribus bàltiques al segle iii. Al voltant del segle v, les tropes eslàviques n'havien pres el control, parcialment causat per la manca de coordinació militar dels bàltics, però l'assimilació dels bàltics a la cultura eslàvica va ser de natura pacífica.

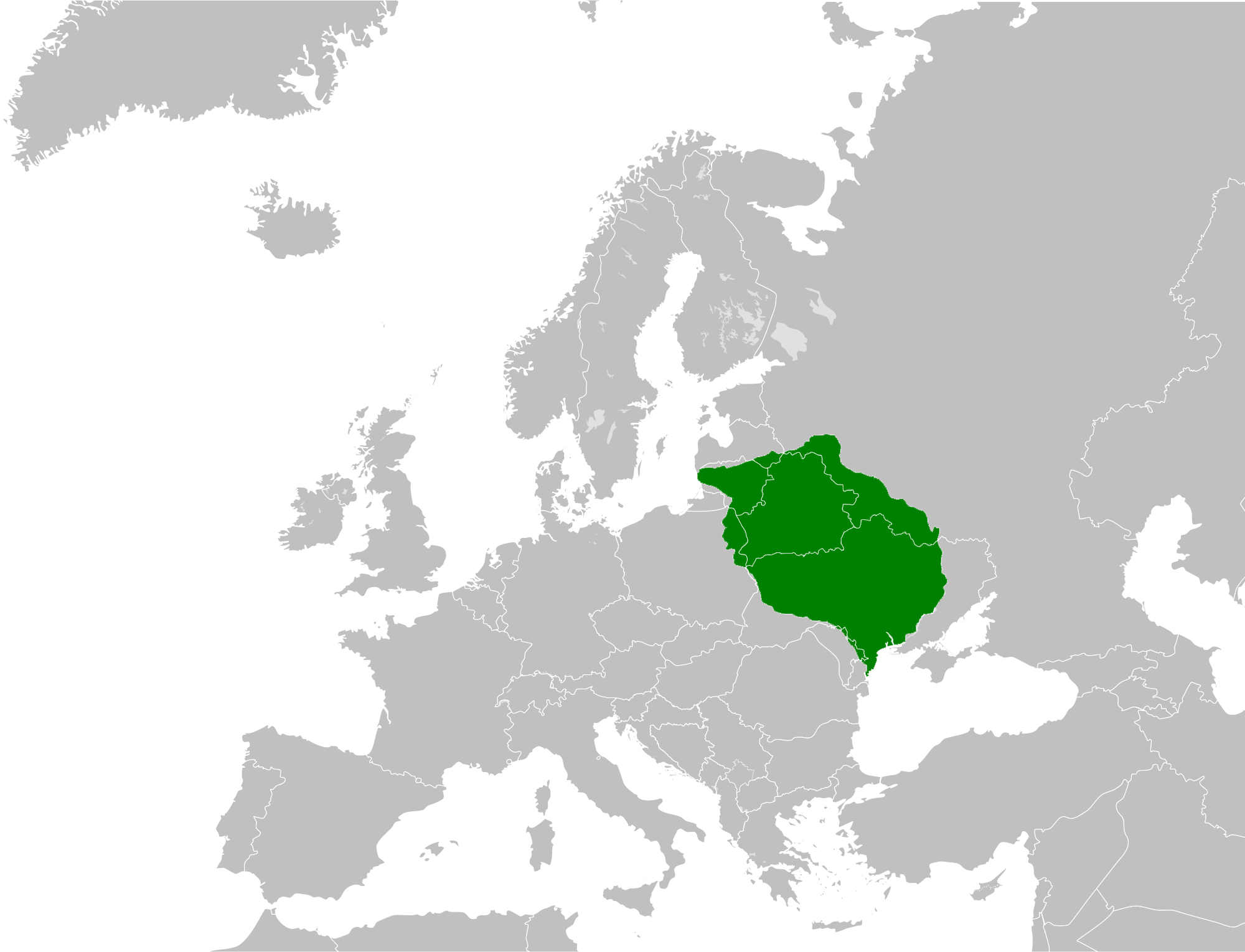
Mapa del Gran Ducat de Lituània al. Belarús estava completament dins les seves fronteres

Al segle ix el territori de la Belarús actual va esdevenir part de Rus de Kíev, un estat eslàvic oriental vast dirigit per la dinastia ruríkida. Després de la mort del dirigent de Rus de Kíev, Iaroslau I de Kíev, l'estat es va dividir en principats independents. Molts d'aquests principats de Rus van ser virtualment arrasats o afectats durament per la invasió mongola del segle xiii, però les terres de la Belarús actual van evitar-ne la pitjor part i es van acabar unint al Gran Ducat de Lituània. No hi ha informació de cap atac militar, però els annals confirmen l'aliança i la política estrangera unida de Polotsk i Lituània durant dècades.
La incorporació al Gran Ducat de Lituània va resultar en una unificació econòmica, política i etnocultural de les terres belarusses. Dels principats del ducat, en nou se'n va assentar població que acabaria formant el poble belarús. Durant aquest temps, el ducat es va involucrar en moltes campanyes militars, incloent-hi la lluita al bàndol de Polònia contra els cavallers teutònics en la batalla de Grunwald el 1410; la victòria va permetre al ducat controlar les terres frontereres amb l'Europa Oriental.
Els moscovites, dirigits per Ivan III de Moscou, van començar les campanyes militars el 1486 en un intent d'incorporar les terres de Rus de Kíev, específicament els territoris de la Belarús, Ucraïna i Rússia actuals.

### Confederació de Polònia i Lituània
El 2 de febrer de 1386, el Gran Ducat de Lituània i el Regne de Polònia es van ajuntar en una unió personal mitjançant el matrimoni dels seus governants. La unió va iniciar els esdeveniments que acabarien desembocant en la formació de la Confederació de Polònia i Lituània, creada el 1569 per la Unió de Lublin.
Els nobles lituans es van veure obligats a reconciliar-se a causa de l'amenaça que venia de Moscòvia. Per a enfortir la independència en el format de la unió, es van publicar tres edicions dels Estatuts de Lituània el segle xvi. El tercer article de l'estatut estableix que totes les terres del Gran Ducat de Lituània ho seran eternament i que mai esdevindran part d'altres estats. També establia el dret de posseir terres al Gran Ducat de Lituània només de les seves pròpies famílies. Qualsevol de fora del ducat que obtingués drets d'una propietat només la posseiria realment després de jurar lleialtat al Gran Ducat de Lituània. Aquests articles tenien la intenció de defensar els drets de noblesa dels nobles del Gran Ducat de Lituània contra els polonesos, prussians i altres aristòcrates de la Confederació de Polònia i Lituània.
Els anys després de la unió, el procés de polonització gradual tant de lituans com de rutens va guanyar impuls. En la vida social i cultural, tant el polonès com el catolicisme van esdevenir dominants i el 1696 el polonès va substituir el rutè com a llengua oficial —amb el rutè prohibit en l'administració. Tanmateix, els camperols rutens van continuar parlant-lo i es van mantenir fidels a l'Església grecocatòlica belarussa. Els Estatuts van ser publicats inicialment només en rutè i després també en polonès. Al voltant de 1840, els Estatuts van ser prohibits pel tsar rus després de l'aixecament de novembre. En terres de l'actual Ucraïna se'n va continuar fent servir fins a la dècada de 1860.

### Imperi rus
La unió entre Polònia i Lituània es va acabar el 1795 amb la tercera partició de Polònia per l'Imperi rus, Prússia i Àustria. Els territoris belarussos annexionats per l'Imperi rus durant el regnat de Caterina II van ser inclosos a la Gubèrnia de Belarús (en rus: Белорусское генерал-губернаторство) el 1796, i mantinguts fins a l'ocupació per l'Imperi alemany durant la Primera Guerra Mundial.
Durant els regnats de Nicolau I i Alexandre III les cultures nacionals van ser reprimides. Les polítiques de polonització van ser substituïdes per les de russificació, que incloïen el retorn al cristianisme ortodox dels unionistes belarussos. La llengua belarussa va ser prohibida a les escoles mentre que a la veïna Samogítia l'educació a l'escola primària en samogitià era permesa.
En un intent de russificació a la dècada 1840, Nicolau I va prohibir l'ús de la llengua belarussa a les escoles públiques, va fer campanya contra les publicacions belarusses i va intentar pressionar aquells que s'havien convertit al catolicisme sota els polonesos a convertir-se a la fe ortodoxa. El 1863, la pressió econòmica i cultural va fer esclatar una revolta, dirigida per Konstanty Kalinowski. Després de la revolta fallida, el govern rus va reintroduir l'ús del ciríl·lic a Belarús el 1864 i el govern rus no va permetre cap document en belarús fins al 1905.

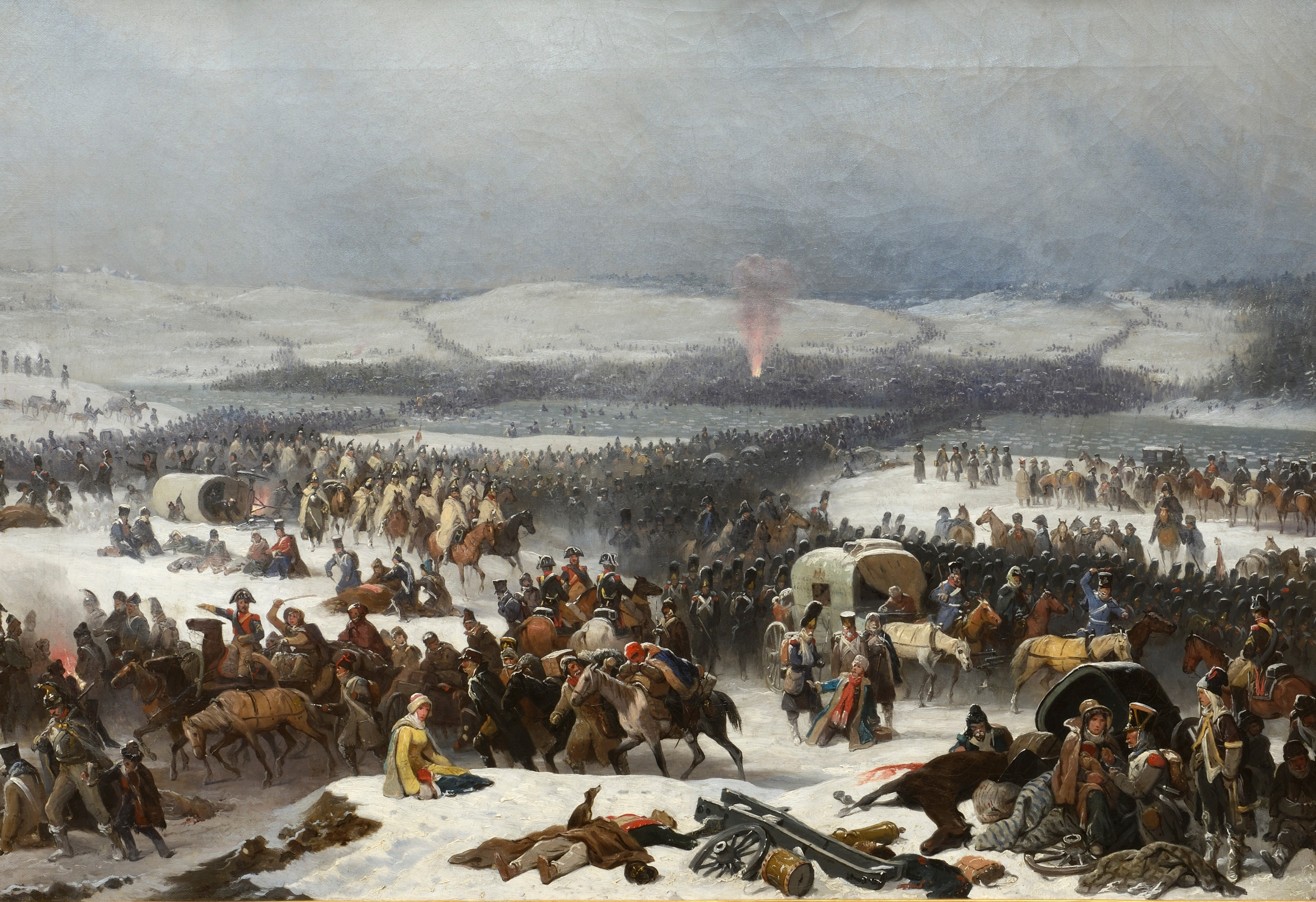
La Grande Armée de Napoleó en retirada després de la invasió de Rússia creuant el riu Brezina (a prop de Baríssau, Belarús)

Durant les negociacions del tractat de Brest-Litovsk, Belarús va declarar la independència el 25 de març de 1918, quan estava sota ocupació alemanya, i va formar la República Popular de Belarús. Immediatament després, la guerra poloneso-soviètica va esclatar i el territori belarús va ser dividit entre Polònia i la Unió Soviètica. La Rada de la República Democràtica Belarussa existeix com a govern en l'exili des d'aleshores; de fet, és el govern a l'exili més longeu del món.

### República Popular Belarussa

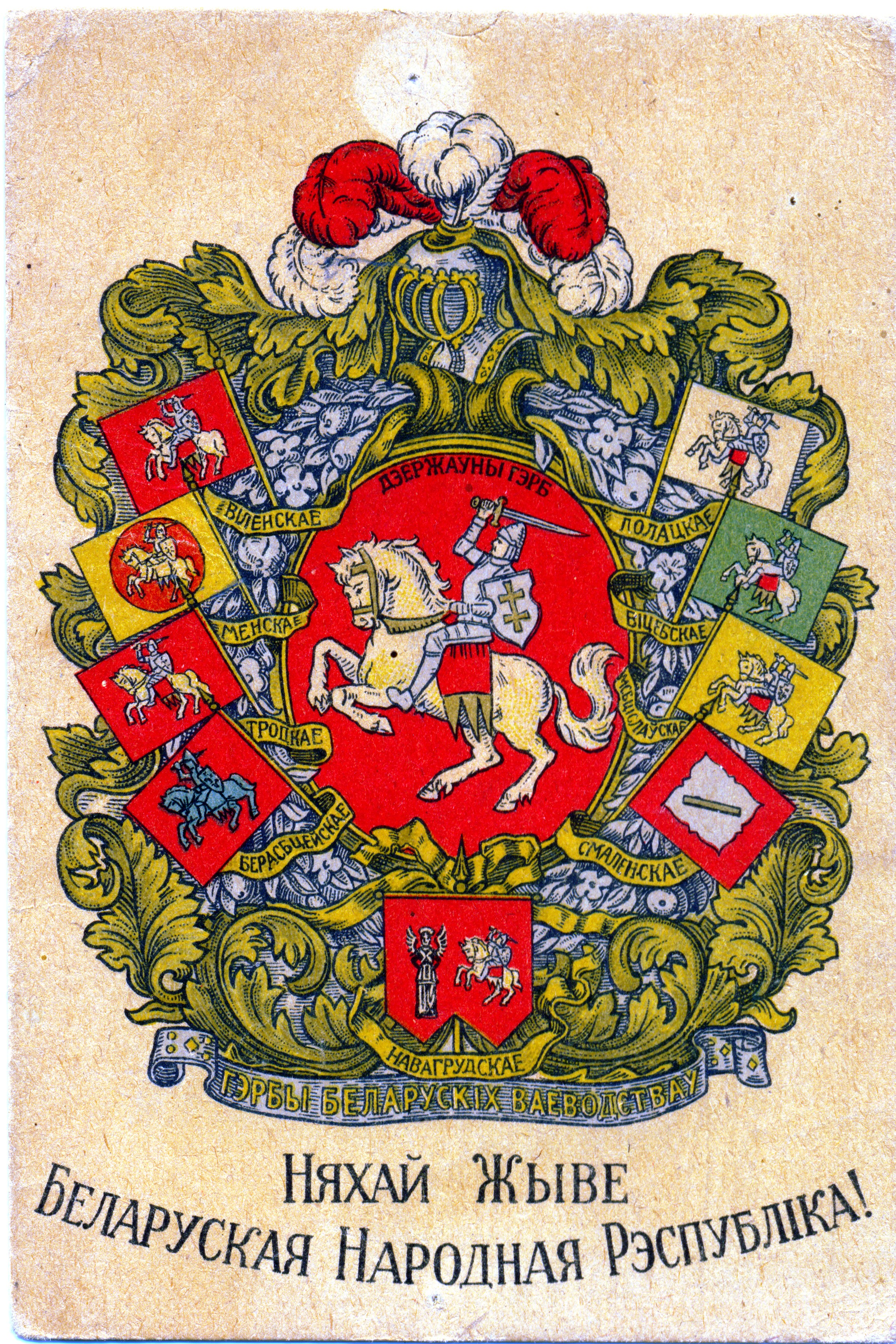
Postal amb l'escut d'armes de voivodats de la República Popular Belarussa

La República Popular Belarussa va ser el primer intent de crear un estat belarús independent sota el nom de «Belarús». Malgrat els esforços significatius l'estat va deixar d'existir, principalment perquè el territori va ser contínuament dominat per l'exèrcit imperial alemany i per l'exèrcit imperial rus durant la Primera Guerra Mundial, i després per l'exèrcit roig bolxevic. Va existir només del 1918 al 1919, però va crear prerequisits per la formació de la idea d'estat al voltant del nom «Belarús». La tria del nom probablement es va basar en el fet que el nucli educat del flamant govern va ser educat a universitats tsaristes, on s'impartia educació amb ideologia russista occidental.

### República de Lituània Central
La República de Lituània Central va ser una entitat política efímera, l'últim intent de restablir Lituània en l'estat confederat històric (també havia de crear l'Alta Lituània i la Baixa Lituània). La república es va crear el 1920 després de la rebel·lió dels soldats de la 1a divisió lituanobelarussa de l'exèrcit polonès sota el comandament de Lucjan Żeligowski. Centrada en la capital històrica del Gran Ducat de Lituània, Vílnius (en lituà: Vilnius, en polonès: Wilno), l'entitat va servir com a estat coixí entre Polònia, de la qual depenia, i Lituània, el territori de la qual reclamava, durant 18 mesos. Després d'uns quants ajornaments, unes eleccions controvertides van tenir lloc el 8 de gener de 1922 i el territori va ser annexionat a Polònia. En les memòries de Żeligowski publicades a Londres el 1943, condemnava l'annexió feta per la República de Polònia així com la política de tancar les escoles belarusses i l'incompliment dels plans confederals del mariscal Józef Piłsudski per l'aliat polonès. En l'informe d'un interrogatori fet al revolucionari Piłsudski quan tenia 19 anys, el 10 de març de 1887, s'indicava que es definia com a «belarús, noble».

### República Socialista Soviètica Belarussa

Localització de l'RSS de Belarús (en vermell) a la URSS (1989)

El 1919 una part de Belarús sota domini rus va esdevenir la República Socialista Soviètica de Belarús (RSS de Belarús). Al cap de poc es va fusionar per formar l'RSS Lituana-Belarussa. Les terres en disputa van ser dividides entre Polònia i la Unió Soviètica després de la fi de la guerra el 1921, i l'RSS de Belarús va esdevenir membre fundadora de la Unió Socialista de Repúbliques Soviètiques el 1922. La part occidental de la Belarús moderna romangué part de Polònia.

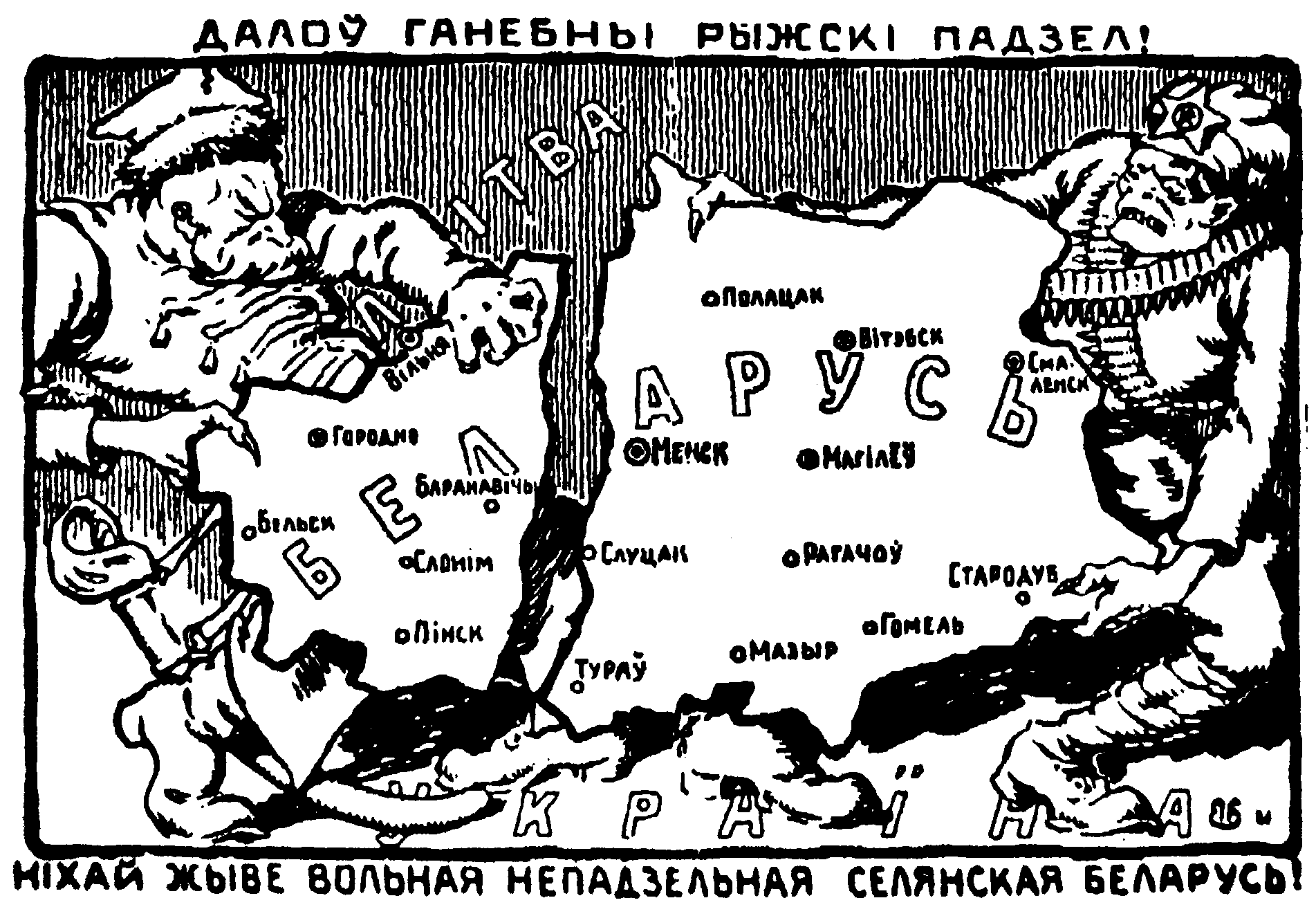
Caricatura il·lustrant la partició de Belarús entre Polònia i els bolxevics després de la Pau de Riga (1921)

A la dècada del 1920 i 1930, les polítiques agrícoles i econòmiques soviètiques, incloent-hi la col·lectivització i els plans quinquennals per a l'economia nacional van causar fam i repressió política.
El 1939 l'Alemanya nazi i la Unió Soviètica van envair i ocupar Polònia, marcant el començament de la Segona Guerra Mundial. Els soviètics van envair i annexionar la major part de la Polònia occidental, que havia format part del país des de la Pau de Riga dues dècades abans. Gran part de la zona nord d'aquesta àrea va ser annexionada a l'RSS de Belarús i actualment constitueix Belarús Occidental. El Consell del Poble Belarús, controlat pels soviètics, va prendre el control oficialment d'aquests territoris, la població dels quals era una barreja de polonesos, ucraïnesos, belarussos i jueus, el 28 d'octubre de 1939 a Białystok. L'Alemanya nazi va envair la Unió Soviètica el 1941. La fortalesa de Brest, annexionada el 1939, va ser sotmesa a una de les massacres més destructives de la guerra. Estadísticament, l'RSS de Belarús va ser la república soviètica més afectada per la Segona Guerra Mundial; i va romandre sota control nazi fins al 1944. Durant aquell temps, Alemanya va destruir 209 de les 290 ciutats de la república, el 85% de la indústria i més d'un milió d'edificis. El Generalplan Ost alemany va fer una crida a l'extermini, expulsió i esclavització de molts o tots els belarussos amb la intenció de proveir més espai vital a l'Est per als alemanys.
Es calcula que hi va haver més d'un milió de morts, la població jueva de Belarús va ser devastada durant l'Holocaust i mai no se'n va recuperar. La població de Belarús no va recuperar els nivells d'abans de la guerra fins al 1971. Després d'aquest conflicte Stalin va establir les fronteres definitives de Belarús després que donés parts del territori belarús a l'annexionada Lituània.
Després de la guerra, Belarús era un dels 51 membres fundadors de la Carta de les Nacions Unides i com a tal va tenir un vot addicional en l'ONU, a més del vot soviètic. Immediatament després de la fi de la guerra va començar la reconstrucció de postguerra i l'RSS de Belarús va esdevenir un centre manufacturer de l'URSS occidental; es van crear llocs de treball i es van atraure russos ètnics. Les fronteres de l'RSS de Belarús i Polònia es van redefinir segons la línia Curzon proposada el 1919.
Ióssif Stalin va implementar una política de sovietització per aïllar l'RSS de Belarús d'influències occidentals. La política incloïa enviar russos de diverses parts de la Unió Soviètica i situar-los en posicions clau del govern de l'RSS de Belarús. Després de la mort de Stalin el 1953, Nikita Khrusxov va continuar el programa d'hegemonia cultural del seu predecessor i va afirmar que «com més aviat comencem tots a parlar rus, més de pressa construirem el comunisme».
El 1986, l'RSS de Belarús va ser contaminada amb la majoria (70%) de la pluja radioactiva de l'explosió de la central nuclear de Txornòbil, situada a 16 km de la frontera amb la veïna RSS d'Ucraïna.
El juny de 1988, l'arqueòleg i líder del Partit Conservador Cristià del Front Popular de Belarús Zianon Pasniak va descobrir fosses comunes de víctimes executades del 1937 al 1941 a Kurapati, a prop de Minsk. Alguns nacionalistes van argüir que aquest descobriment demostrava que el govern soviètic estava intentant exterminar el poble belarús, per la qual cosa els nacionalistes belarussos buscaven la independència.

### Independència

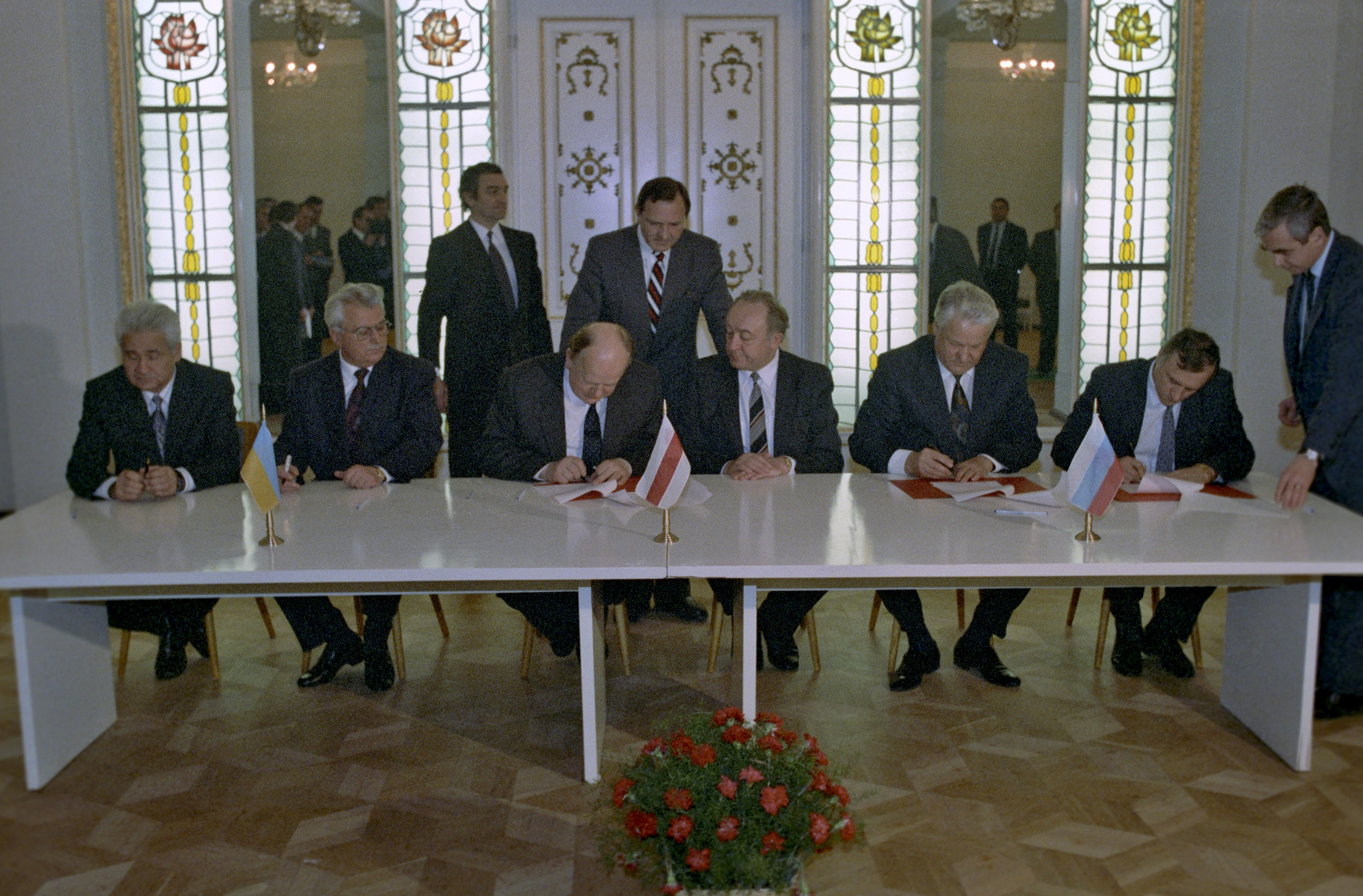
Els líders de Rússia, Ucraïna i Belarús van signar els acords de Belaveja, que van dissoldre la Unió Soviètica, el 8 de desembre de 1991

El març de 1990 va tenir lloc eleccions al Soviet Suprem de l'RSS de Belarús. Encara que el Front Popular Belarús només va obtenir un 10% dels escons, la població se'n mostrà satisfeta. Belarús es va autodeclarar sobirana el 27 de juliol de 1990 amb la declaració de sobirania estatal de la República Socialista Soviètica de Belarús.
Amb el suport del Partit Comunista, es va canviar el nom del país a República de Belarús el 25 d'agost de 1991. Stanislav Xuixkèvitx, president del Soviet Suprem de Belarús, es va reunir amb Borís Ieltsin i Leonid Kravtxuk el 8 de desembre de 1991 a Belavejskaia Pusxa per a declarar formalment la dissolució de la Unió Soviètica i la creació de la Comunitat d'Estats Independents.
El març de 1994 es va adoptar una constitució nacional, en què les funcions de primer ministre requeien en la figura del president de Belarús.

### Postindependència

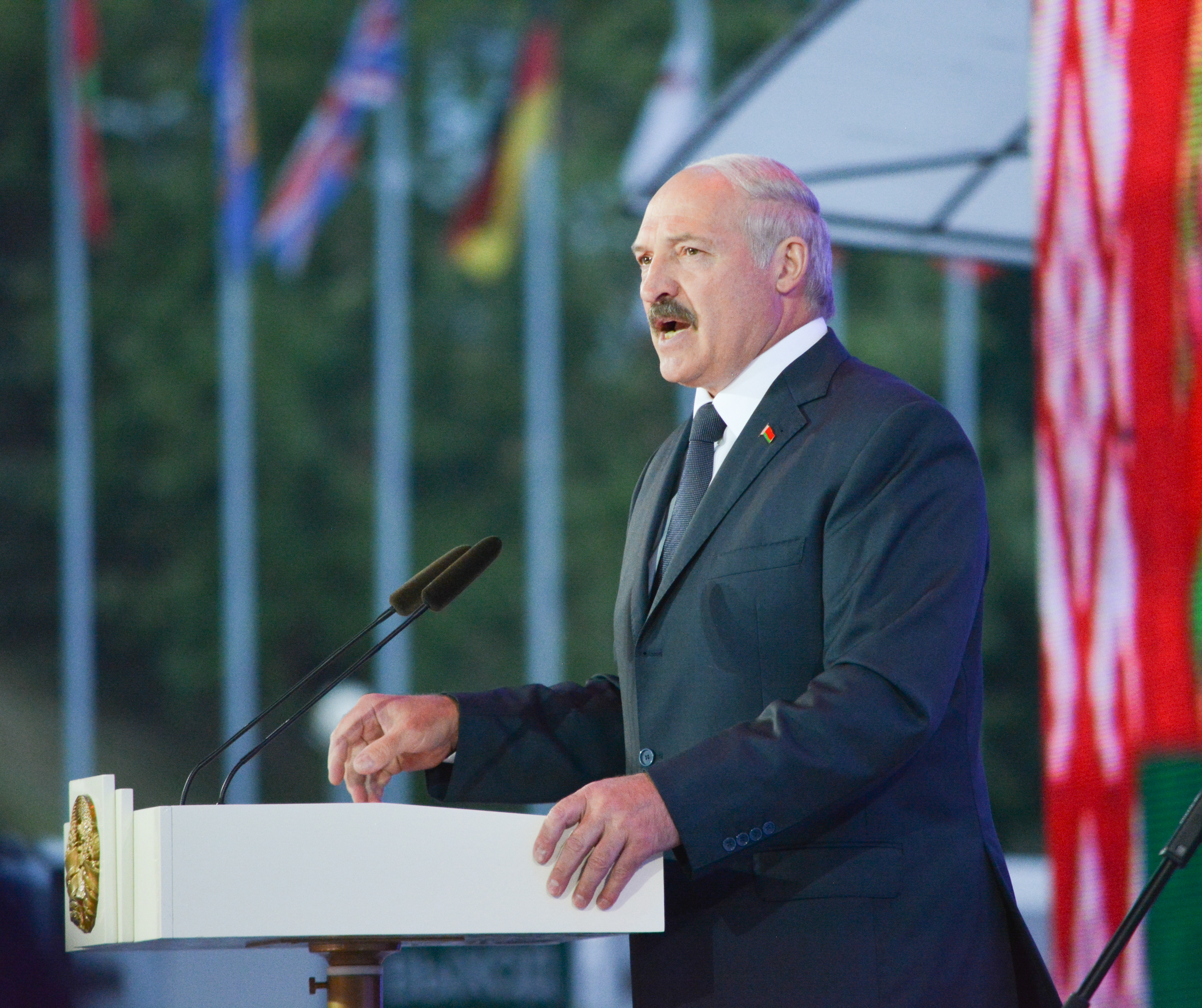
Aleksandr Lukaixenko ha dirigit Belarús des del 1994, i és el cap d'estat electe europeu que més anys duu al poder

Les eleccions presidencials de dues voltes el 24 de juny i el 10 de juliol de 1994 van catapultar el fins aleshores desconegut Aleksandr Lukaixenko a la prominència nacional. Va obtenir un 45% dels vots a la primera volta i un 80% a la segona, en què va vèncer Viatxeslav Kébitx, que rebé el 14% dels vots. Lukaixenko va ser reelegit el 2001, 2006, 2010 i 2015. Els governs occidentals, Amnistia Internacional i Human Rights Watch n'han criticat l'estil de govern autoritari.
Del 2014 ençà, després d'anys d'abraçar la influència russa al país, Lukaixenko ha potenciat un ressorgiment de la identitat belarussa, arran de l'annexió russa de Crimea i la intervenció militar a l'est d'Ucraïna. Per primera vegada, va pronunciar un discurs en belarús (enlloc de rus, la primera llengua de la majoria de belarussos), en què va dir: «No som russos, som belarussos», i va encoratjar l'ús del belarús. Les disputes comercials i frontereres i una actitud oficial més relaxada amb les veus dissidents formen part del debilitament de la llarga relació amistosa amb Rússia.
El 2019, Lukaixenko va tenir reunions bilaterals a Sotxi amb el president rus Vladímir Putin i va declarar que tots dos països «es podrien unir demà, sense cap problema». Putin ha donat suport a aquesta idea durant anys i alguns comentaris creuen que pot ser un pla de Putin per perpetuar-se al poder més enllà de 2024. Tanmateix, el politòleg Mikhaïl Vinogràdov va dir que «Lukaixenko es fa el dur amb el públic mentre mira de semblar dèbil davant de Putin» i Artiom Schreibmann, del Carnegie Moscow Center, va suggerir que «Moscou molt probablement fracassarà a trobar suport entre els belarussos». Van esclatar protestes arreu del país després de les eleccions presidencials de Belarús de 2020, en què Lukaixenko buscava un sisè mandat, titllades de fraudulentes.

## Govern

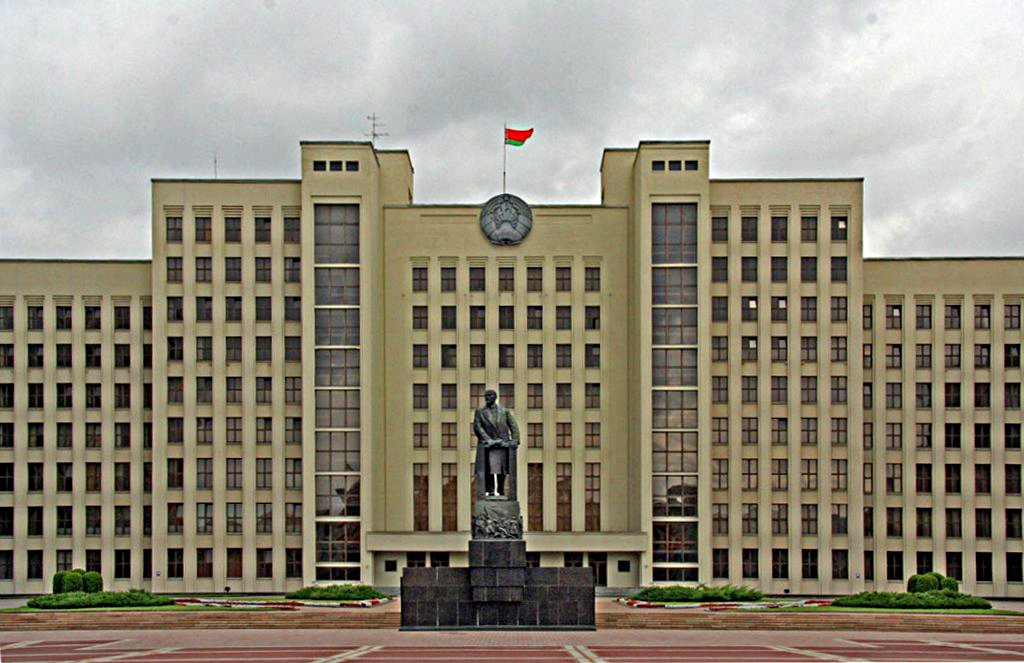
Casa del Govern (Minsk).

Belarús és una república presidencialista, governada per un president i l'Assemblea Nacional. El mandat presidencial és de cinc anys. Segons la constitució de 1994, el president només podia servir dos mandats, però es va canviar el 2004 i es van eliminar els límits de mandats. Aleksandr Lukaixenko ha estat el president de Belarús del 1994 ençà. El 1996, Lukaixenko va convocar un referèndum controvertit per a ampliar els mandats presidencials de cinc a set anys, i com a conseqüència les eleccions que havien de tenir lloc el 1999 es van posposar al 2001.

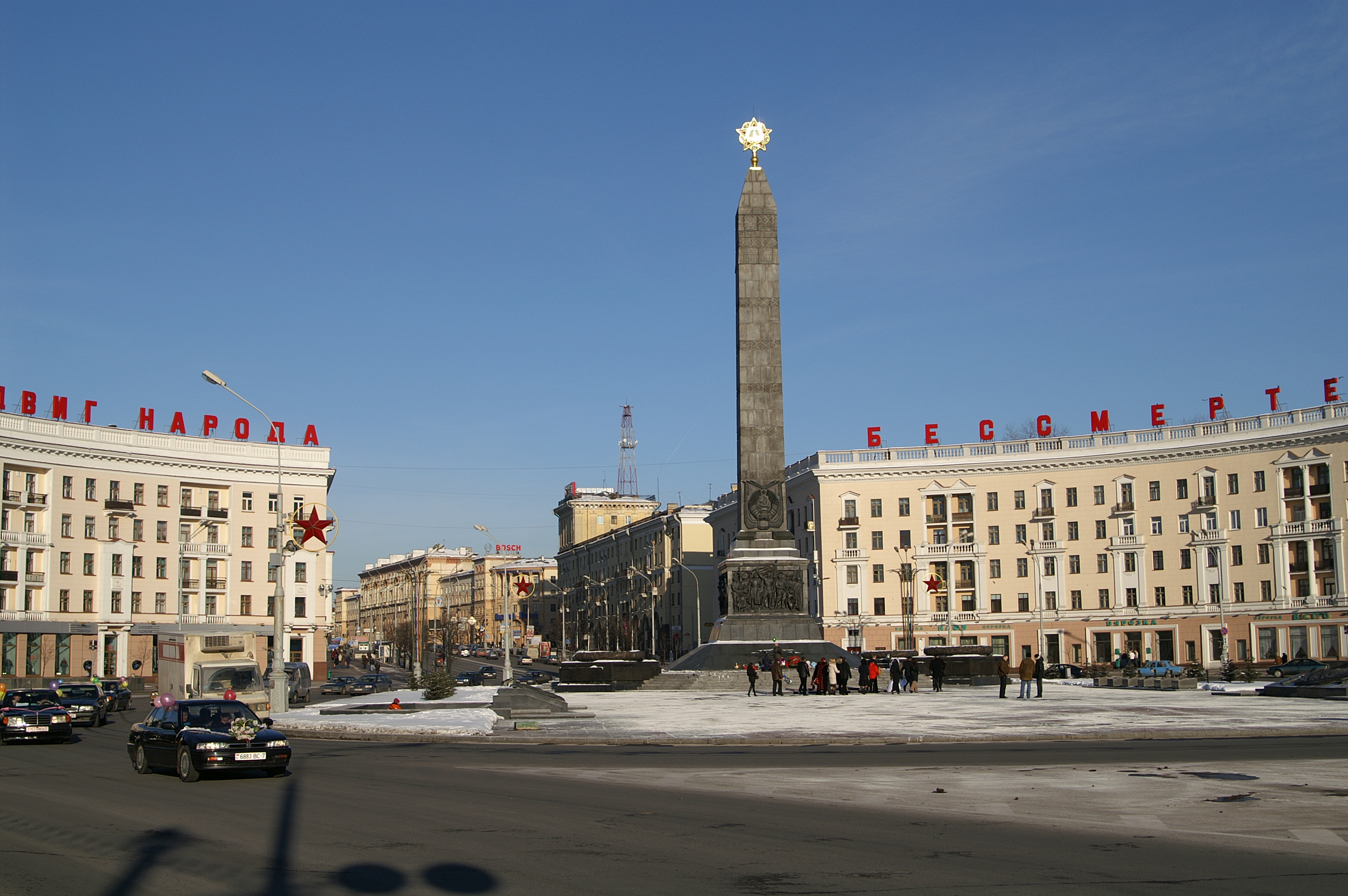
Plaça de la Victòria a Minsk.

L'Assemblea Nacional és un parlament bicameral format per la Cambra de Representants (la cambra baixa, formada per 110 membres) i el Consell de la República (la cambra alta, de 64 membres). La Cambra de Representants té el poder de nomenar el primer ministre, redactar esmenes constitucionals, organitzar mocions de censura al primer ministre i fer suggeriments en política exterior i domèstica. El Consell de la República té el poder de nomenar diferents càrrecs governamentals, conduir la moció de censura al president i acceptar o rebutjar les lleis aprovades per la Cambra de Representants. Cada cambra té la potestat de vetar qualsevol llei aprovada per governants locals si és contrària a la constitució.
El govern inclou el Consell de Ministers, encapçalat pel primer ministre i cinc ajudants del primer ministre. Els membres del consell no cal que siguin membres de la legislatura i són nomenats pel president. La judicatura està formada pel Tribunal Suprem i tribunals especialitzats com ara el Tribunal Constitucional, que s'encarrega d'assumptes relacionats amb el dret constitucional i de societats. Els jutges dels tribunals nacionals són nomenats pel president i ratificats pel Consell de la República. En casos criminals, la cort d'apel·lació màxima és el Tribunal Suprem. La constitució belarussa prohibeix l'ús de tribunals especials extrajudicials.
En les eleccions parlamentàries de 2012, 105 dels 110 membres electes de la Cambra de Representants no estaven afiliats a cap partit polític. El Partit Comunista de Belarús va guanyar 3 escons i el Partit Agrari i el Partit Republicà del Treball i la Justícia, un cadascun. La majoria de no afiliats representen una àmplia varietat d'organitzacions socials com ara col·lectius de treballadors, associacions públiques i organitzacions de la societat civil; similar a la composició del Soviet.
L'índex de democràcia de Belarús és el més baix d'Europa, Freedom House la considera «no lliure», l'índex de llibertat econòmica la defineix com a «reprimida» i l'índex de llibertat de premsa de Reporters Sense Fronteres de 2013-2014 el situava en l'última posició d'Europa, 157a de tots els 180 països del rànquing.

### Controvèrsies electorals
Ni els partits favorables a Lukaixenko, com ara el Partit Esportiu Socialista de Belarús i el Partit Republicà del Treball i la Justícia, ni els partits opositors de la Coalició Popular 5 Més, com ara el Front Popular Belarús i el Partit Cívic Unit de Belarús, van guanyar cap escó en les eleccions de 2004. Organitzacions com l'Organització per a la Seguretat i la Cooperació a Europa (OSCE) van declarar que les eleccions eren «no lliures» a causa dels mals resultats de l'oposició i del biaix de la premsa a favor del govern.
En les eleccions presidencials de 2006, Lukaixenko va ser desafiat per Aliàksandar Milinkèvitx, que representava una coalició de partits de l'oposició, i per Aliàksandar Kasulin dels socialdemòcrates. Kasulin va ser detingut i apallissat per la policia durant les protestes durant l'Assemblea del Poble Panbelarús. Lukaixenko va guanyar les eleccions amb un 80% dels vots; la Federació Russa i la CEI les van jutjar obertes i justes, mentre que l'OSCE i altres organitzacions les van titllar d'injustes.
Després de les eleccions de desembre de 2010, Lukaixenko va ser elegit per un quart mandat consecutiu amb gairebé un 80% dels vots. El líder opositor Andrei Sannikov en va obtenir menys del 3%; observadors independents les van criticar per fraudulentes. Quan els manifestants de l'oposició van sortir als carrers de Minsk, la milícia estatal va apallissar i detenir múltiples persones, incloent-hi la majoria dels candidats presidencials. Molts dels candidats, incloent-hi Sannikov, van ser condemnats a presó o a arrest domiciliari. Al cap de sis mesos, enmig d'una crisi econòmica sense precedents, els activistes van fer servir les xarxes socials per iniciar una nova ronda de protestes caracteritzades per aplaudir de mans sense dir res.
El resultat oficial de les eleccions presidencials de 2020 va tornar a donar un 80% dels vots a Lukaixenko. El procés electoral i les esdeveniments posteriors han estat criticats per representants de nombrosos països.

### Corrupció
Al sistema judicial de Belarús li manca la independència i és subjecte d'interferències polítiques. Les pràctiques corruptes com ara el suborn tenen lloc durant processos de licitació i al sistema anti-corrupció del país li falta protecció al revelador i defensor del poble. Tanmateix, hi ha la voluntat política de lluitar contra la corrupció governamental i el govern ha fet progressos en combatre la corrupció, com ara minimitzant la normativa tributària per tal de millorar la transparència a hisenda.

### Drets humans

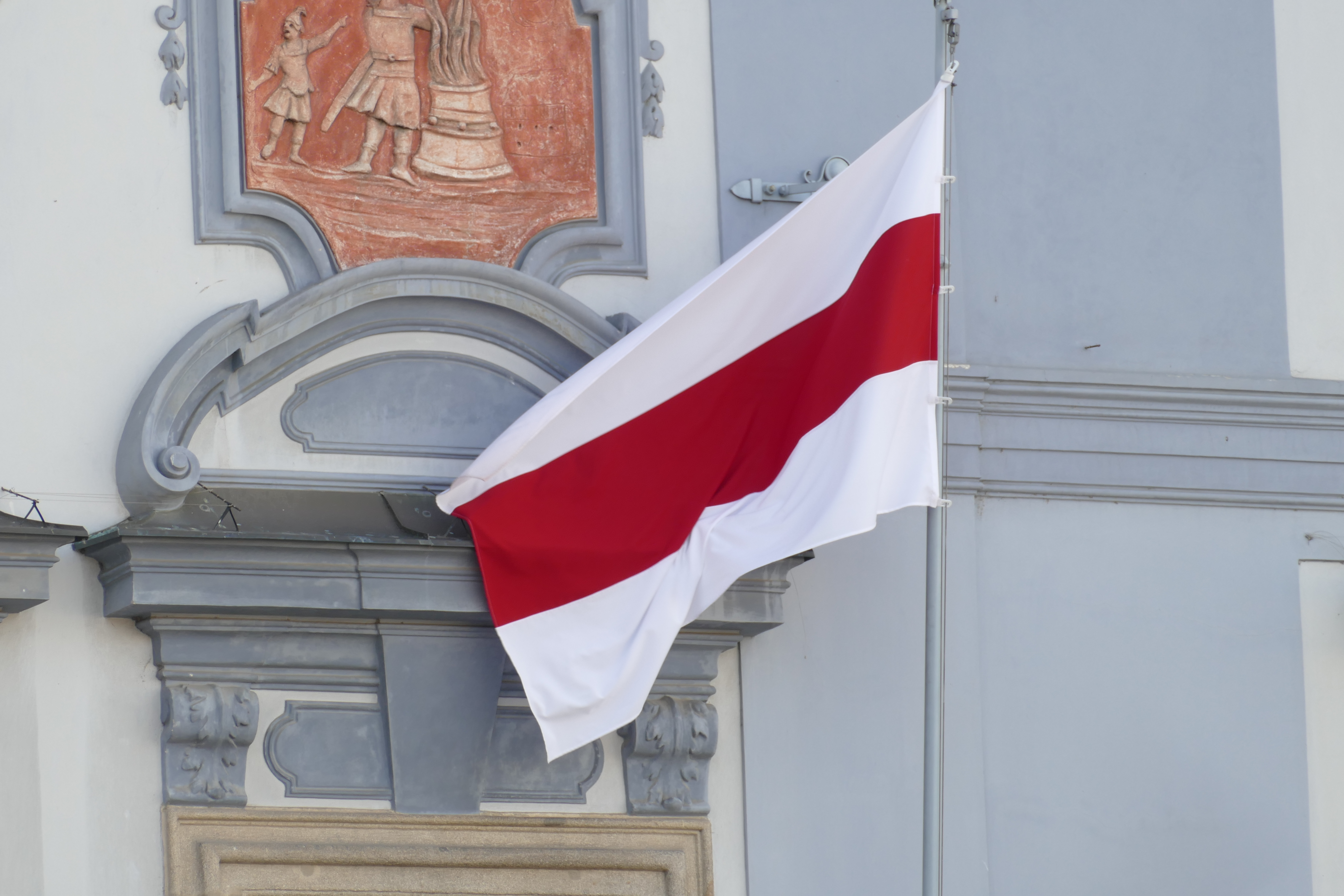
L'antiga bandera de Belarús, utilitzada el 1918 i entre el 1991 i el 1995, es fa servir com a símbol d'oposició al govern d'Aleksandr Lukaixenko.

Lukaixenko ha descrit el seu estil de govern com a «autoritari». Els països occidentals han descrit la Belarús de Lukaixenko com una dictadura; el govern ha acusat les potències occidentals d'intentar derrocar-lo. El Consell d'Europa n'ha blocat la pertinència des del 1997 per votacions no democràtiques i irregularitats electorals en el referèndum constitucional del novembre de 1996 i en les eleccions parlamentàries.
El govern belarús també ha rebut crítiques per violacions de drets humans i per la persecució d'organitzacions no governamentals, periodistes independents, minories nacionals i polítics opositors. En una declaració al Comitè de Relacions Exteriors del Senat dels Estats Units, l'ex-secretària d'estat Condoleezza Rice va descriure Belarús com un dels sis «llocs d'avançada de la tirania» al món. El govern belarús va dir que aquesta valoració estava «força lluny de la realitat». El Centre de Drets Humans de Viasna considera que hi ha 29 presos polítics en detenció a Belarús actualment.
Lukaixenko va anunciar una nova llei el 2014 que prohibia que els treballadors dels kolkhoz (al voltant d'un 9% dels treballadors) deixessin la feina lliurement —un canvi de feina i lloc de residència requeria el permís dels governadors. La llei va ser comparada amb al vassallatge pel mateix Lukaixenko. Regulacions similars es van introduir en la indústria forestal el 2012.

### Relacions exteriors

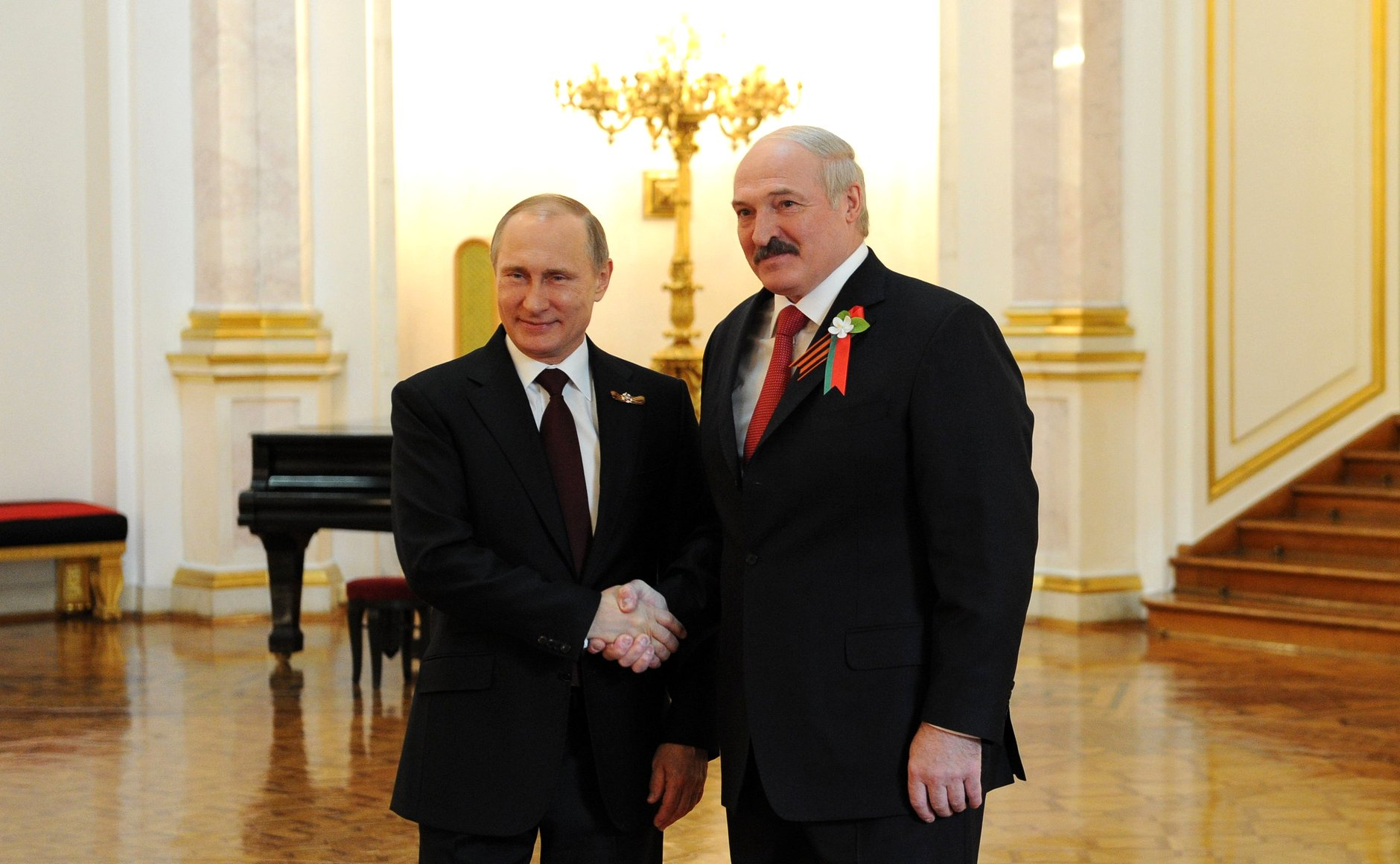
El president Aleksandr Lukaixenko amb el president rus Vladímir Putin el 2015.

L'RSS de Belarús va ser una de les dues repúbliques soviètiques a unir-se a les Nacions Unides juntament amb l'RSS d'Ucraïna com un dels 51 membres fundadors el 1945. Després de la dissolució de la Unió Soviètica, segons el dret internacional Belarús va esdevenir-se l'estat successor reconegut internacionalment i va retenir-ne la pertinença.
Belarús i Rússia han sigut aliats comercials estrets i aliats diplomàtics des de la dissolució de la Unió Soviètica. Belarús depèn de Rússia per les importacions de materies primeres i pel mercat d'exportacions.
La Unió de Rússia i Belarús, una confederació nacional, es va establir en una sèrie de tractats entre el 1996 i el 1999 que demanaven una unió monetària, igualtat de drets, ciutadania única i una política exterior i de defensa comuna. Tanmateix, el futur de la unió s'ha qüestionat pels repetits ajormanents de Belarús a la unió monetària, per la manca de data del referèndum constitucional i per disputes sobre el comerç de petroli.

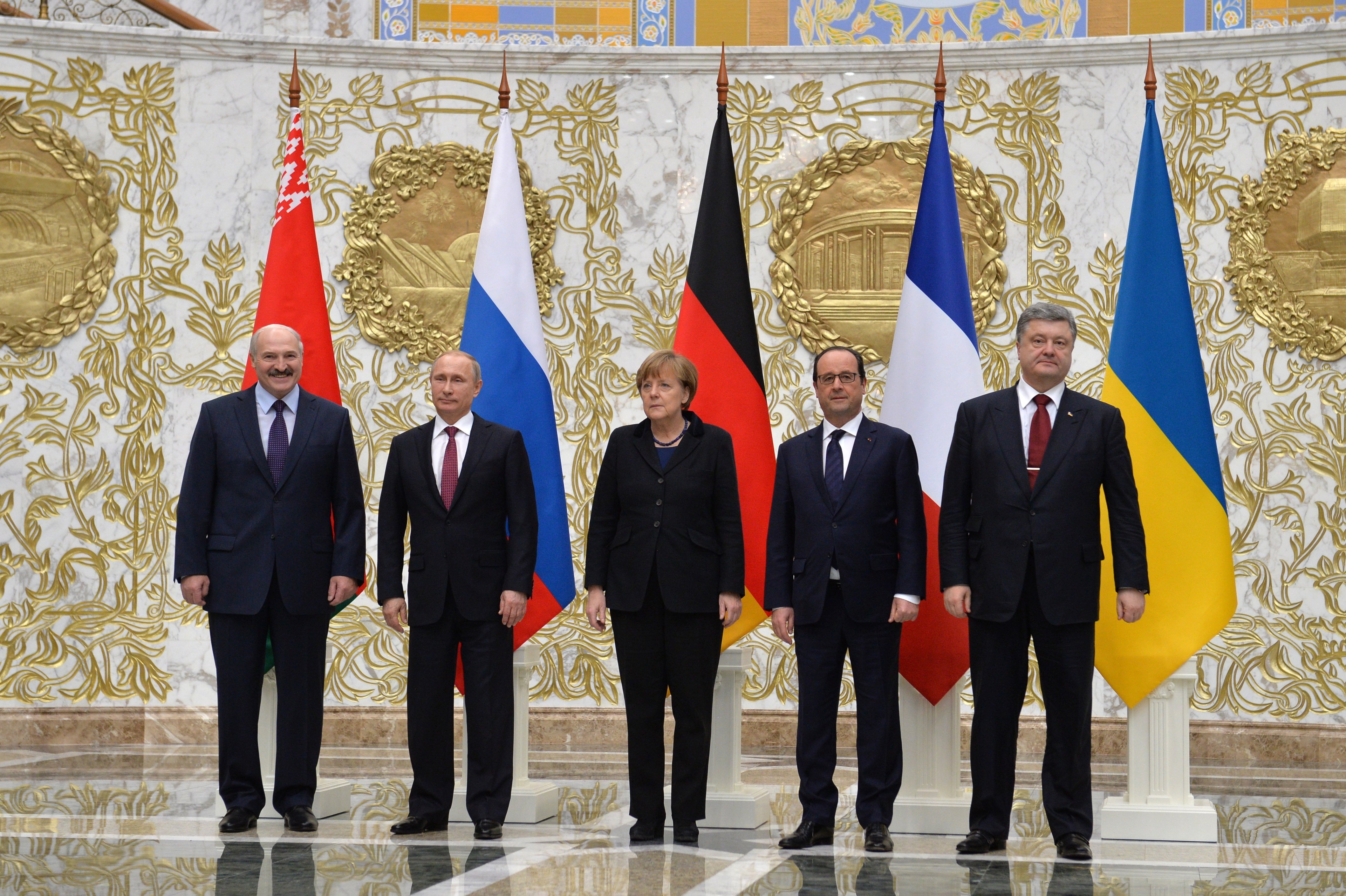
Els líders de Belarús, Rússia, Alemanya, França i Ucraïna a la cimera de Minsk, 11–12 de febrer de 2015.

Belarús va ser membre fundador de la Comunitat d'Estats Independents (CEI). Belarús té tractats comercials amb diversos països membres de la Unió Europea (malgrat les prohibicions de viatge sobre Lukaixenko i altres polítics d'altres estats membres), incloent-hi els veïns Letònia, Lituània i Polònia. Les prohibicions de viatge de la Unió Europea s'han aixecat per permetre que Lukaixenko assistís a reunions diplomàtiques i per a dur el seu govern i l'oposició a la negociació.
Les relacions bilaterals amb els Estats Units són tenses ja que el departament d'Estat dels EUA dona suport a diverses ONG anti-Lukaixenko i també perquè el govern belarús ha fet més dificil que les organitzacions basades als EUA puguin operar al país. Malgrat aquestes friccions polítiques, els dos països cooperen en protecció de la propietat intel·lectual, prevenció del tràfic de persones, delictes tecnològics i ajuda humanitària.

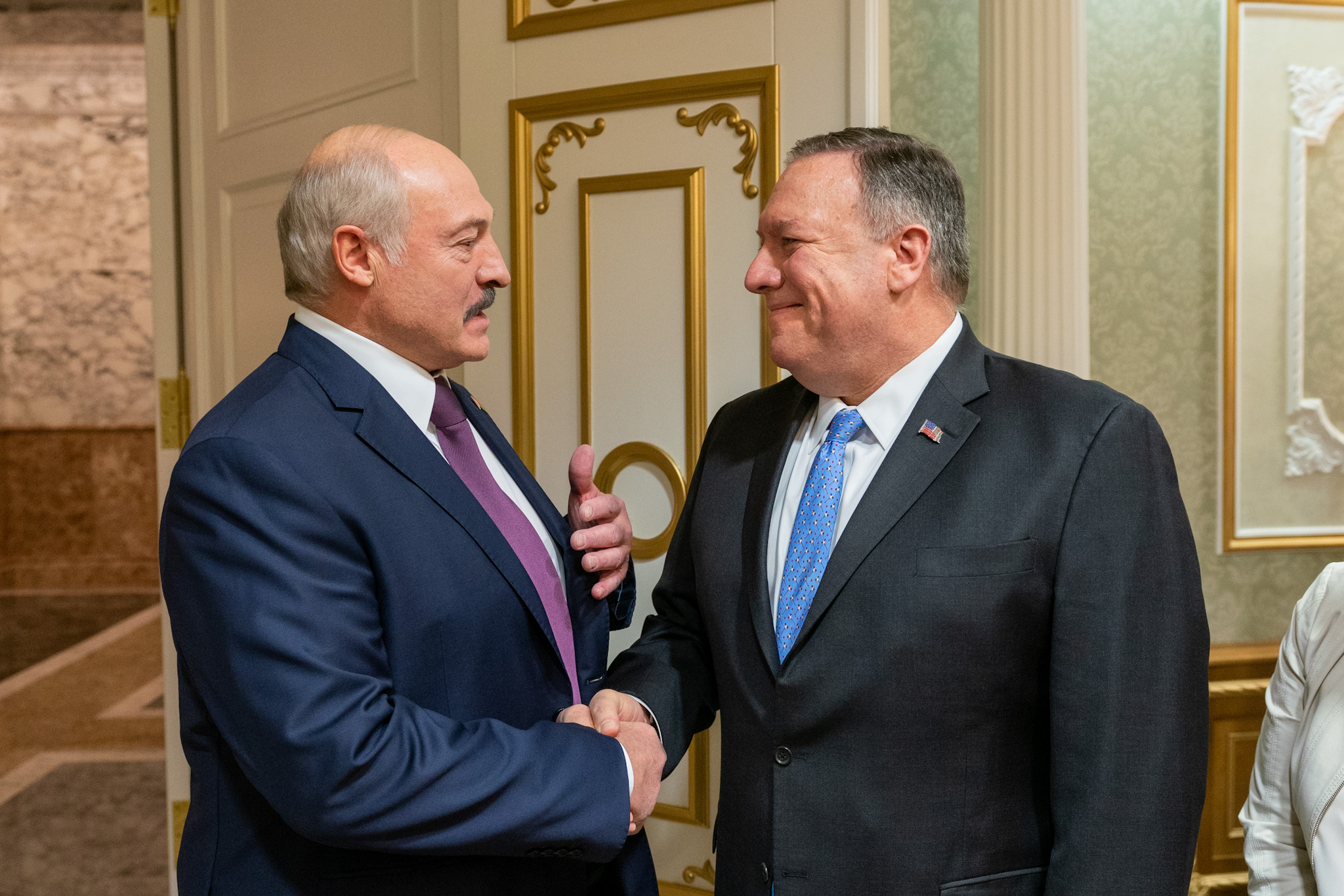
Lukaixenko amb el secretari d'estat dels Estats Units, Mike Pompeo, el 2020.

Les relacions amb la República Popular de la Xina van millorar arran de la visita del president Lukaixenko l'octubre de 2005. Belarús també té vincles forts amb Síria, un aliat clau a l'Orient Mitjà. A més de ser membre de la CIE, també n'és de la Comunitat Europea Euroasiàtica, l'Organització del Tractat de Seguretat Col·lectiva, el moviment dels països no alineats des del 1998 i de l'Organització per a la Seguretat i la Cooperació a Europa (OSCE). Com a estat membre de l'OSCE, els compromisos internacionals de Belarús estan subjectes al control sota el mandat de la Comissió de Hèlsinki dels EUA. Belarús està inclosa a la Política Europea de Veïnatge de la Unió Europea, que busca estrènyer els vincles econòmics i geopolítics de la UE i els veïns.
El 15 de febrer de 2016 la Unió Europea va anunciar el relaxament de les sancions contra Belarús.

### Exèrcit

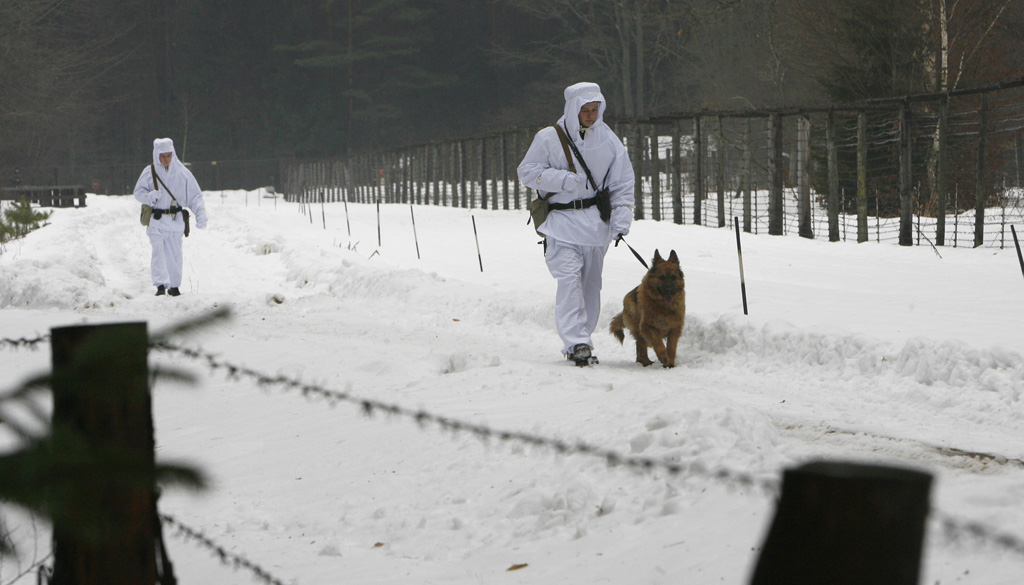
Patrulla de soldats al bosc de Biaɫowieza a la frontera belarussa amb Polònia.

El general major Victor Khrenin dirigeix el ministeri de defensa i Aleksandr Lukaixenko (com a president) n'és el comandant en cap. Les forces armades es van formar el 1992 utilitzant part de les antigues forces armades soviètiques al territori de la nova república. La transformació de les forces ex-soviètiques en les forces armades de Belarús, que es va completar el 1997, va reduir en 30.000 el nombre de soldats i va reestructurar-ne el lideratge i les formacions militars.
La majoria dels membres del servei belarús són reclutes, que serveixen durant 12 mesos si tenen educació superior o 18 si no en tenen. La caiguda demogràfica en els belarussos en edat de reclutament ha incrementat la importància de contractar soldats, que n'eren 12 milers el 2001. El 2005, un 1,4% del producte interior brut belarús estava dedicat a les despeses militars.
Belarús no ha expressat el desig d'unir-se a l'OTAN. No s'hi podria unir perquè és membre de l'Organització del Tractat de Seguretat Col·lectiva. Les tensions entre l'OTAN i Belarús van arribar a un màxim després de les eleccions presidencials del març de 2006 a Belarús.
Les tensions militars augmentaren amb les protestes a Belarús del 2020-2021 derivades les eleccions presidencials belarusses de 2020, on es van desplegar soldats en suport a les tasques policials, però sobretot amb la crisi migratòria entre Belarús i la Unió Europea de 2021-2022 on nombroses unitats belarusses van ser posicionades a les fronteres i acusades per part de Polònia i els altres socis europeus de facilitar l'entrada de migrants a l'espai Schengen.
Tot i així la màxima tensió entre l'exèrcit belarús i la OTAN fou observada a partir de la invasió russa d'Ucraïna del 2022 amb la col·laboració de les forces belarusses amb els preparatius de les accions militars russes i un augment de la presència de tropes a les seves fronteres amb Ucraïna i Polònia. L'ofensiva de milers de soldats russos contra la capital ucraniana fou llançada majoritàriament des de territori belarús el 24 de febrer. L'exèrcit belarús només va col·laborar en tasques logístiques dins del seu propi territori però igualment fou objecte de sancions internacionals. Posteriorment la mobilització militar decretada a Rússia al setembre de 2022 va fer que l'exèrcit belarús rebés a les seves bases nous soldats d'unitats russes per a ser entrenats de manera conjunta. El govern va decretar un augment dels preparatius, les inspeccions i les maniobres militars.

### Pena capital
Belarús és l'únic país europeu que encara fa servir la pena capital. Els Estats Units i Belarús van ser els únics dos països dels 56 estats membres de l'Organització per a la Seguretat i la Cooperació a Europa que van dur a terme execucions durant el 2011.

## Organització territorial
Belarús es divideix en sis províncies (en belarús: вобласць, en rus: о́бласть), que reben el nom de les ciutats que n'exerceix de centres administratius.
Cada província té una autoritat legislativa provincial, anomenada consell regional (en belarús: абласны Савет Дэпутатаў, en rus: областно́й Сове́т Депутатов), que és elegida pels residents, i una autoritat executiva provincial anomenada administració regional (en belarús: абласны выканаўчы камітэт, en rus: областно́й исполнительный комите́т), el president de la qual el nomena el president. A la vegada, les províncies estan dividides en raions, traduïdes com a districtes (en belarús: раён, en rus: район).
Cada raion té la seva pròpia autoritat legislativa, o consell de raion, (en belarús: раённы Савет Дэпутатаў, en rus: районный Сове́т Депутатов) elegit pels residents, i una autoritat executiva o administració de raion nomenada pels poders executius superiors. L'estat està dividides en 118 raions.
La ciutat de Minsk està dividida en nou districtes i gaudeix d'un estatus especial com a capital nacional. La dirigeix un comitè executiu i se li va atorgar una carta d'autogovern.
| Divisió administrativa | 1. Minsk (capital) 2. Província de Biérastse 3. Província de Hómiel 4. Província de Hrodna 5. Província de Mahiliou 6. Província de Minsk 7. Província de Vítsiebsk |

## Geografia i clima
Belarús es troba entre les latituds 51° i 57° N, i les longituds 23° and 33° E. Té una extensió de 560 km de nord a sud i de 650 km d'oest a est. No té accés al mar, és relativament plan i conté grans extensions de terra pantanosa. Al voltant d'un 40% de la superfície està coberta de boscos.

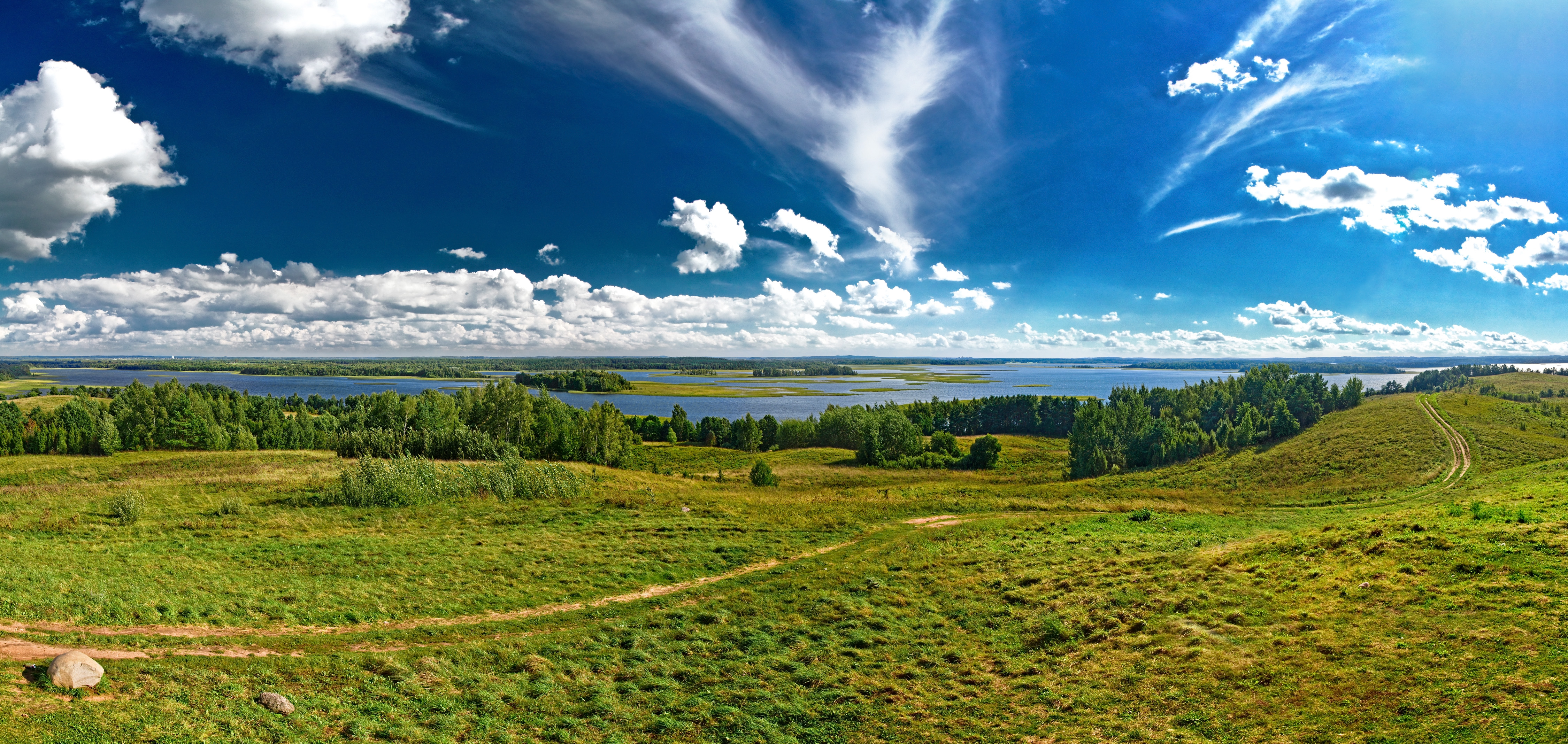
Llac Strusta a la regió de Vítsiebsk.

Hi ha molts rierols i onze mil llacs. Tres rius importants passen pel país: el Nemunas, el Prípiat i el Dnièper. El Nemunas flueix cap a l'oest a la mar Bàltica; el Prípiat, cap a l'est i al Dnièper; i el Dnièper, cap a la mar Negra. El llac més gran és el llac Naratx i el més profund, el Dóuhaie vózera. L'embassament més important és el de Zaslàwie (també anomenat mar de Minsk) que es troba al curs del riu Svíslatx.
El punt més elevat és Dzyarzhynskaya Hara als 345 metres i el més baix es troba al riu Nemunas als 90 metres. Belarús té una elevació sobre el nivell del mar mitjana de 160 m. El clima té hiverns suaus i freds i estius frescos i humits. Belarús té precipitacions anuals d'entre 550 i 700 mm. El país és una zona de transició entre el clima continental i marítim.
El país conforma una gran planada, amb una regió de turons al centre, els turons de Belarúskaia Hradà (Белару́ская града́), prop de la ciutat de Dziajynsk (Дзяржынск, abans del 1936: Койданава, Koidanava; abans del segle XV: Крутагор'е, Krutahòrie). El punt més alt d'aquests turons és el Turó de Dziajynsk (Дзяржынская гара, Dziarjýnskaia harà), que, amb els seus 345 metres, és el punt més alt també de tot el país. També destaca l'altiplà de Minsk (Мінскае ўзвышша, Mínskaie wuzvyxxa).
Com a regió diferenciada destaca la Palièssie (Políssia o Polèsia), a la fronterera amb Ucraïna i plena de boscos. Allí es troba el bosc de Białowieża, que té 1.500 km² d'extensió, és parc nacional i forma part del Patrimoni Mundial de la Humanitat, ja que és la reserva dels darrers exemplars de Bison bonasus, el bisó europeu o zubr, com li diuen en belarús.
El 70% del sòl és podzòlic i cal adobar-lo, el 12% són torberes, el 21,6% són terres palustres, el 16,4% són pastures i només el 30% de la terra és arable. Endemés, un terç del país és cobert de boscos, dels quals el 68% són coníferes, facilitat per la gran humitat existent.
Els seus recursos natural inclouen dipòsits de torba, petites quantitats de petroli i de gas natural, granit, dolomita (pedra calcària), marga, guix, sorra, grava i argila. Un 70% de la radiació del desastre nuclear de Txornòbil de 1986 a la veïna Ucraïna va fer cap a territori belarús, i un 20% de la terra del país (principalment terres de conreu i boscos a les regions del sud-est) es van veure afectades per la radiació. Les Nacions Unides i altres agències han intentar reduir-ne el nivell de radiació, mitjançant l'ús d'aglomerants de cesi i cultiu de colza, que han de reduir la concentració de cesi-137 del sòl.
Belarús té fronteres amb cinc països, Letònia al nord, Lituània al nord-oest, Polònia a l'oest, Rússia al nord i a l'est i Ucraïna al sud. Tractats del 1995 i 1996 estableixen les fronteres belarusses amb Letònia i Lituània, i Belarús va ratificar un tractat de 1997 que estableix les fronteres amb Ucraïna el 2009. Belarús i Lituània van ratificar la demarcació final de la frontera el febrer de 2007.

## Economia
Article principal: Economia de Belarús.

Mapa polític

L'economia de Belarús es basava tradicionalment en l'agricultura, puix que fins al 1960 el 58% de la població activa treballava al sector primari, però des d'aleshores s'ha industrialitzat força.
Belarús no és gaire rica en mineria ni en productes energètics, i endemés encara pateix els efectes de l'accident nuclear de Txornòbil i la pol·lució atmosfèrica provocada per una industrialització sense mesura i descontrolada. Pel que fa a la indústria, les principals són les mecàniques de Minsk, tèxtils a Vítsiebsk, fusteres, construcció i vidre, així com una refineria de petroli a Polatsk. Encara avui dia el 80-90% de l'economia belarussa és controlada per l'estat; els estats d'on més importa són encara Rússia (46,2%), Ucraïna (14,3%), Alemanya (9,3%), Lituània (4,3%) i Polònia (3,9%), mentre que exporta a Rússia (47%), Ucraïna (16,7%), Polònia (4,8%) i Alemanya (4,5%). Encara avui fabrica tots els camions de l'antiga URSS, però amb acer rus i ucraïnès.
Belarús era un dels estats més desenvolupats industrialment del món per percentatge de PIB així com l'estat membre de la CEI més ric abans de la dissolució de la Unió Soviètica. Els anys 1990, la producció industrial es va enfonsar a causa de la baixada en les importacions, inversions i demanda de productes belarussos. El PIB no va tornar a créixer fins al 1996; el país va ser l'ex-república soviètica que es va recuperar abans en temes econòmics. Des de la desintegració de la Unió Soviètica, sota el lideratge de Lukaixenko, Belarús ha mantingut el control governamental d'indústries claus i va evitar les privatitzacions a gran escala que es van dur a terme a altres ex-repúbliques soviètiques. El 2014, la indústria representava un 37% del PIB i un 33% de la població activa, que és de més de quatre milions de persones.

### Comerç
Belarús forma part de la CEI, la Comunitat Econòmica Euroasiàtica i de la Unió amb Rússia. Belarús va demanar ser membre de l'Organització Mundial del Comerç el 1993. Belarús va ser exclosa del sistema generalitzat de preferències de la UE el juny de 2007 per la manca de protecció de drets laborals (es van aprovar lleis prohibint l'atur i treballar fora de sectors sota control estatal). El 1r de gener de 2010, Rússia, el Kazakhstan i Belarús van llançar una unió duanera, amb controls unificats de comerç i codis de duana encara sota negociació.

### Moneda
La moneda de Belarús és el ruble belarús. Es va introduir el maig de 1992 per substituir el ruble soviètic i ha patit dos canvis de nom des d'aleshores. Les primeres monedes de la República de Belarús es van emetre el 27 de desembre de 1996. El ruble va ser reintroduït amb nous valors el 2000 i s'ha fet servir des de llavors. Com a part de la Unió de Rússia i Belarús, ambdós han discutit utilitzar una moneda única en la mateixa línia que l'euro. Això va desembocar en una proposta de suspendre el ruble belarús a favor del ruble rus (RUB) el 2008. El Banc Nacional de Belarús va abandonar aquesta política de vincular les dues monedes l'agost de 2007.
Una nova moneda, el nou ruble belarús (Codi ISO 4217: BYN) es va introduir el juliol de 2016 com a substitut del ruble belarús amb una ràtio 1:10.000 (10.000 rubles antics = 1 ruble nou). Aquest canvi pot ésser considerat un intent de lluitar contra l'alta taxa d'inflació.
El sistema bancari de Belarús té dos nivells: el Banc Central (Banc Nacional de la República de Belarús) i 25 bancs comercials. El 23 de maig de 2011, el ruble belarús es va depreciar un 56% respecte el dòlar dels Estats Units. La depreciació va ser encara més forta al mercat negre i s'esperava un col·lapse econòmic imminent atès que els ciutadans canviaven els rubles per dòlars, euros i béns. El 1r de juny de 2011, Belarús va demanar un paquet de rescat econòmic del Fons Monetari Internacional.

## Demografia

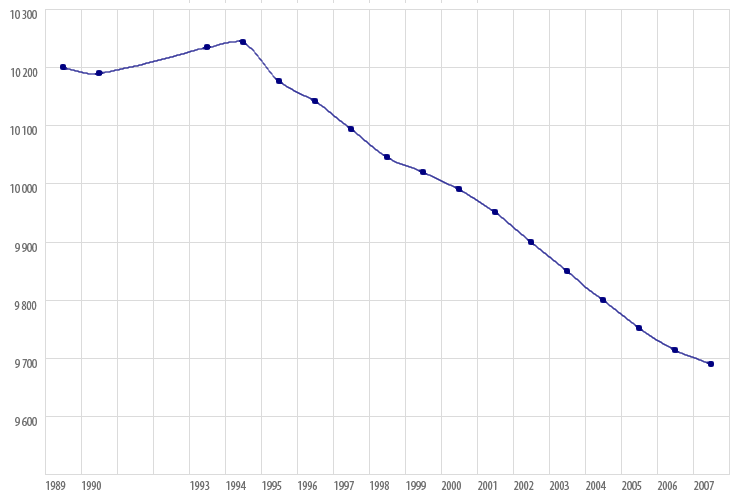
Evolució de la població del país entre 1989 i 2007, en milers d'habitants.

La major part de la població de Belarús, de 9,49 milions, viu en les àrees urbanes al voltant de Minsk i les capitals de les províncies. Més del 80% de la població són nadius belarussos, amb minories importants de russos (8,3%), polonesos (3,1%) i ucraïnesos (1,7%). Belarús té una densitat de població de 50 persones per quilòmetre quadrat, i un 70% està concentrat en zones urbanes. A Minsk, la capital i la ciutat més poblada, hi vivien 1.937.900 persones el 2015. Hòmiel, amb 481.000 habitants, és la segona ciutat més poblada i és la capital de la província de Hòmiel. Les altres ciutats més habitades són Mahiliou (365.100), Vítsiebsk (342.400), Hrodna (314.800) i Brest (298.300).
Així com molts altres països europeus, Belarús té una taxa negativa de creixement de població i una taxa negativa de creixement natural. El 2007, la població de Belarús disminuí un 0,41% i la seva taxa de fecunditat fou d'1,22, molt per sota de la taxa de reemplaçament. La seva taxa neta de migració és de 0,38 per cada 1.000 persones, la qual cosa indica que Belarús experiment més immigració que emigració. A data de 2015, el 69,9% de la població belarussa tenia entre 14 i 64 anys; el 16% era menor de 14 anys i el 14,6% tenia 65 anys o més. L'edat mediana actual és d'entre 30 i 34 anys, i s'estima que el 2050 serà d'entre 60 i 64 anys. Hi ha 0,87 homes per cada dona. L'esperança de vida és de 72,15 anys (66,53 per als homes i 78,1 per a les dones). Més del 99% dels belarussos de 15 anys o més estan alfabetitzats.
| Número | Nom         | Regió                  | Població  |
| ------ | ----------- | ---------------------- | --------- |
| 1      | Minsk       | Província de Minsk     | 2.020.600 |
| 2      | Hòmiel      | Província de Hòmiel    | 510.300   |
| 3      | Vítsiebsk   | Província de Vítsiebsk | 364.800   |
| 4      | Mahiliou    | Província de Mahiliou  | 357.100   |
| 5      | Hrodna      | Província de Hrodna    | 356.900   |
| 6      | Brest       | Província de Brest     | 339.700   |
| 7      | Babruisk    | Província de Mahiliou  | 212.200   |
| 8      | Barànavitxi | Província de Brest     | 175.000   |
| 9      | Baríssau    | Província de Minsk     | 140.700   |
| 10     | Pinsk       | Província de Brest     | 126.300   |

### Llengües
Les dues llengües oficials són el belarús i el rus. El rus és la llengua més habitual a casa, utilitzada pel 72% de la població, mentre que el belarús, la primera llengua oficial, només és emprada a casa pel 23% dels habitants. Les minories també parlen polonès, ucraïnès i ídix oriental. El belarús, encara que no és tan emprat com el rus, és la llengua materna del 53,2% de la població, mentre que el rus només n'és el 41,5%.

### Religió
| Religió a Belarús (2011) | Religió a Belarús (2011) | Religió a Belarús (2011) | Religió a Belarús (2011) | Religió a Belarús (2011) |
| ------------------------ | ------------------------ | ------------------------ | ------------------------ | ------------------------ |
|                          |                          |                          |                          |                          |

| <div style="background-color:#48.3; width: Error de l'expressió: Signe de puntuació no reconegut "["px; height: 12px;"> | DeepPink |

| <div style="background-color:#41.1; width: Error de l'expressió: Signe de puntuació no reconegut "["px; height: 12px;"> | SlateGray |

| <div style="background-color:#7.1; width: Error de l'expressió: Paraula no reconeguda "catolicisme".px; height: 12px;"> | DarkOrchid |

| <div style="background-color:#3.3; width: Error de l'expressió: Paraula no reconeguda "altres".px; height: 12px;"> | LimeGreen |

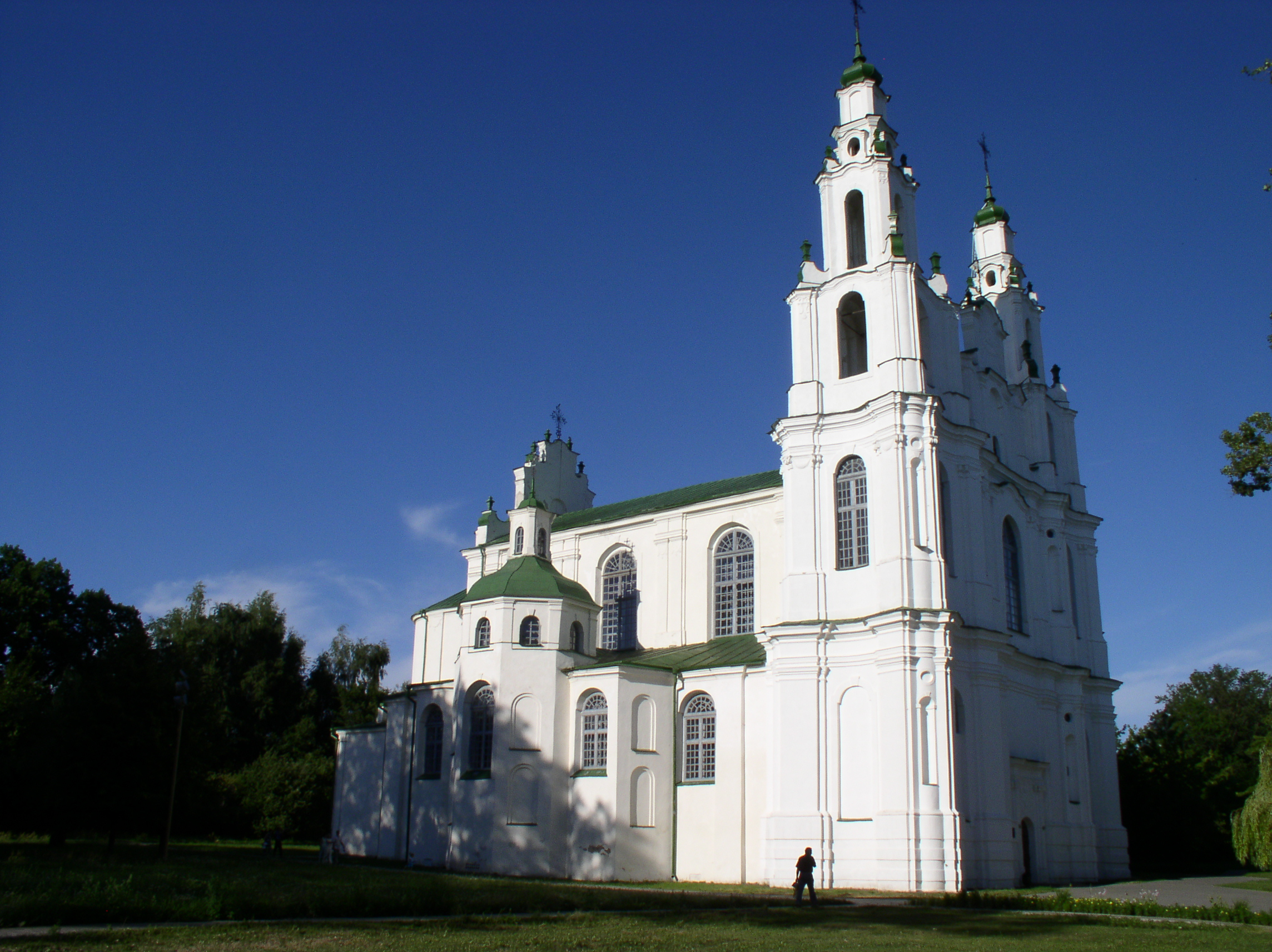
Catedral de Santa Sofia, a Pòlatsk, Belarús.

Segons el cens de novembre de 2011, un 58,9% del belarussos es declaren d'alguna religió; d'entre aquests, els ortodoxos orientals (exarcat belarús de l'Església Ortodoxa russa) en constituïa un 82%. El catolicisme romà es practica majoritàriament a les regions occidentals, i també s'hi troben diferents denominació de protestanisme. També hi ha minories catòliques gregues, jueves, islàmiques i neopaganes. En total, un 48,3% de la població és cristiana ortodoxa, un 41,1% és no religiosa, un 7,1% és catòlica i el 3,3% en segueix d'altres.
La minoria catòlica belarussa es concentra a la part occidental del país, especialment al voltant de Hrodna, i la formen tant belarussos com les minories poloneses i lituanes. El president Lukaixenko ha afirmat que els creients ortodoxos i catòliques són les «dues principals confessions del país».
El país fou un centre important per a la població jueva europea, amb un 10% d'habitants jueus. Des de la meitat del segle xx, la població jueva s'ha reduït per l'Holocaust, les deportacions i l'emigració, i avui en dia els jueus són una minoria molt petita i constitueixen menys de l'1% de la població. Els tàtars de Lipka, que representen més de 15.000 persones, són predominantment musulmans. Segons l'article 16 de la Constitució, Belarús no té religió oficial. Si bé la llibertat de culte es concedeix en el mateix article, les organitzacions religioses que es consideren perjudicials per al govern o l'ordre social poden ser prohibides.

## Cultura i societat

### Literatura

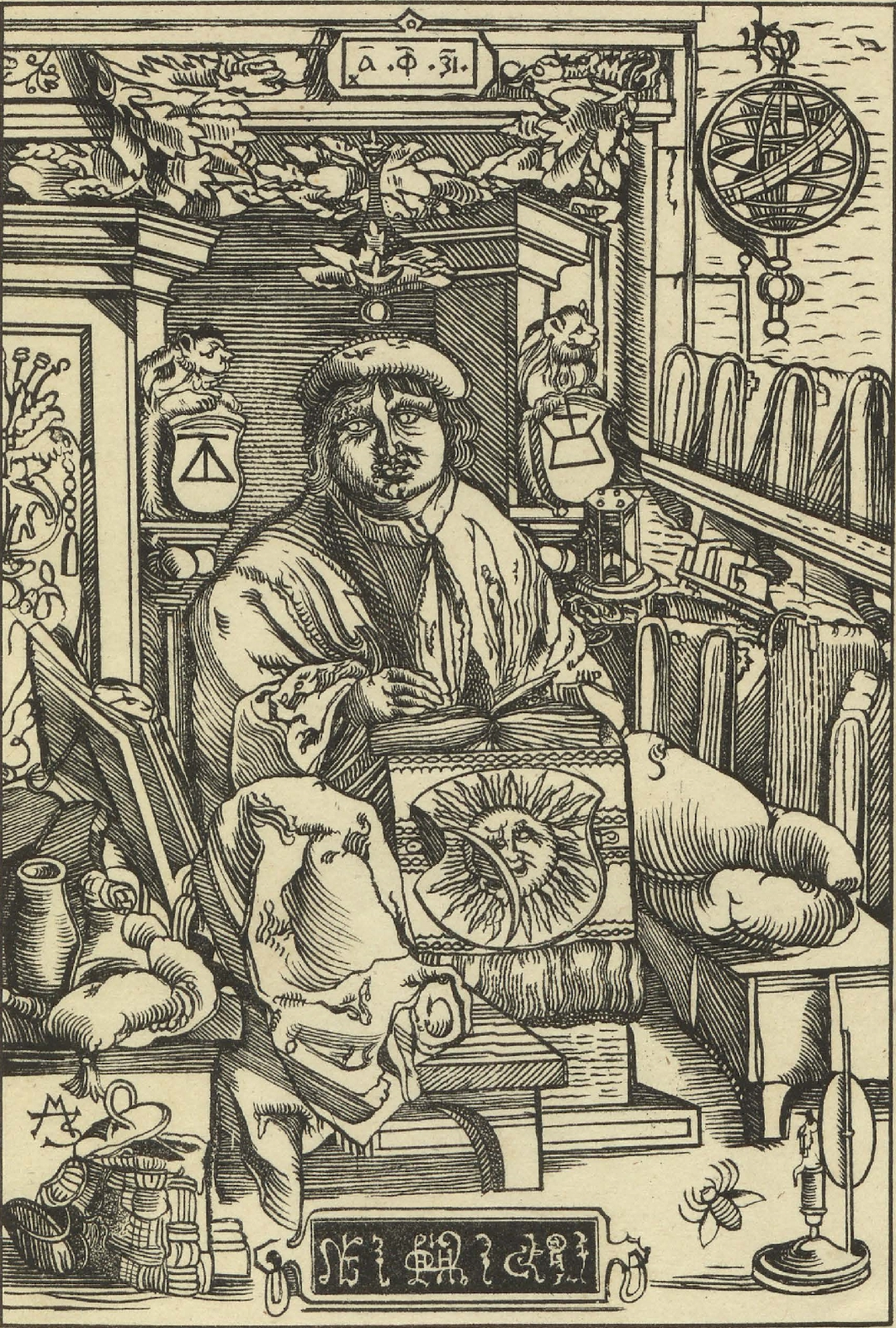
Frantsisk Skarina, una de les primeres persones que imprimí en alfabet ciríl·lic.

La literatura de Belarús començà el segle xi seguint en un principi l'escriptura religiosa fins al segle xiii, la poesia del segle xii de Ciril de Turaw és molt representativa d'aquest país. Al segle xvi, Frantsisk Skarina, un resident de Polotsk, traduí la Bíblia al belarús. Es publicà a Praga i Vílnius entre el 1517 i 1525 el que és el primer llibre imprès a Belarús o en qualsevol lloc de l'Europa Oriental.
L'època moderna de la literatura belarussa començà al segle xix, amb Ianka Kupala. Molts escriptors notables de Belarús d'aquella època foren Uladzimir Zilka, Kazimir Svaiak, Iakub Kolas, Zmitrok Biadula i Maksim Haretski, que van escriure per Nasha Niva, un diari publicat en belarús que s'havia publicat a Vílnius però que ara es publica a Minsk.
Després que Belarús s'incorporés a la Unió Soviètica, el govern soviètic prengué el control dels afers culturals de la nova república. Al principi s'implementà una política de belarussalització a la nova RSS de Belarús. Aquesta política es revertí als anys 1930, quan la majoria d'intel·lectuals belarussos prominents i de nacionalistes foren exiliats o morts en les purgues estalinistes. El lliure desenvolupament de la literatura belarussa només va tenir lloc a la part ocupada pels polonesos, fins a l'ocupació soviètica el 1939. Diversos poetes i autors s'exiliaren després de l'ocupació nazi a la República Socialista Soviètica de Belarús, per no tornar-ne fins a la dècada del 1960.
L'últim ressorgiment de la literatura belarussa fou els anys 1960 amb les novel·les de Vasil Bykaŭ i Uladzimir Karatkévitx. Alès Adamòvitx fou un autor influent que va dedicar-se a consciencar sobre les catàstrofes patides pel país. Cal destacar també l'escriptora Svetlana Aleksiévitx, premiada amb el Premi Nobel de Literatura el 2015.

### Música
La música a Belarús té una rica tradició de música folklòrica i religiosa. La música folklòrica del país es remunta als temps del Gran Ducat de Lituània. Al segle xix el compositor polonès Stanisław Moniuszko compongué òperes i peces de música de cambra mentre vivia a Minsk. Durant la seva estada, treballà amb el poeta belarús Vintsent Dunin-Martsinkiévitx i creà l'òpera Sielanka. Al final del segle xix, les principals ciutats de Belarús formaren llurs pròpies companyies d'òpera i de ballet. El ballet Nightingale per M. Kroshner fou compost durant l'era soviètica i esdevingué en el ballet belarús que fou el primer exhibit a l'Acadèmia Nacional de Ballet i al Teatre Bolxoi de Minsk.
Després de la Segona Guerra Mundial, la música ce centrà en les dificultats del poble belarús o en aquells que prengueren els armes en defensa de la pàtria. Anatoli Bogatirev, creador de l'òpera In Polesie feu de «tutor» dels compositors belarussos. L'Acadèmia Nacional de Ballet, a Minsk, rebé el premi Benois de dansa el 1996 com a millor companyia de ballet del món. La música rock ha incrementat la seva popularitat en els darrers anys, tot i que el govern ha tractat de limitar la quantitat de música estrangera transmesa per ràdio a favor de la música tradicional belarussa. Del 2004 ençà, Belarús ha enviat artistes al Festival de la Cançó d'Eurovisió.

### Patrimoni de la Humanitat
En comparació amb altres països europeus de mida semblant, Belarús no té gaires llocs considerats com a Patrimoni de la Humanitat, atès que només té quatre llocs considerats com a tals: el castell de Mir, el castell de Niasvij, el bosc de Białowieża i l'arc geodèsic de Struve.
| Belarús a la llista de Patrimoni de la Humanitat de la UNESCO |                        |                            |                                              |                    |          |
| Imatge                                                        | Nom                    | Ubicació                   | Observacions                                 | Any de proclamació | Tipus    |
|                                                               | Castell de Mir         | Província de Hrodna        | castell d'estil gòtic                        | 2000               | Cultural |
|                                                               | Castell de Niasvij     | Província de Minsk         | castell residencial                          | 2004               | Cultural |
|                                                               | Bosc de Białowieża     | Belarús i Polònia          | reserva natural                              | 1979               | Natural  |
|                                                               | Arc geodèsic de Struve | Europa del Nord i Oriental | 34 hits o vèrtexs per a mesures geodèsiques. | 2005               | Cultural |

### Gastronomia

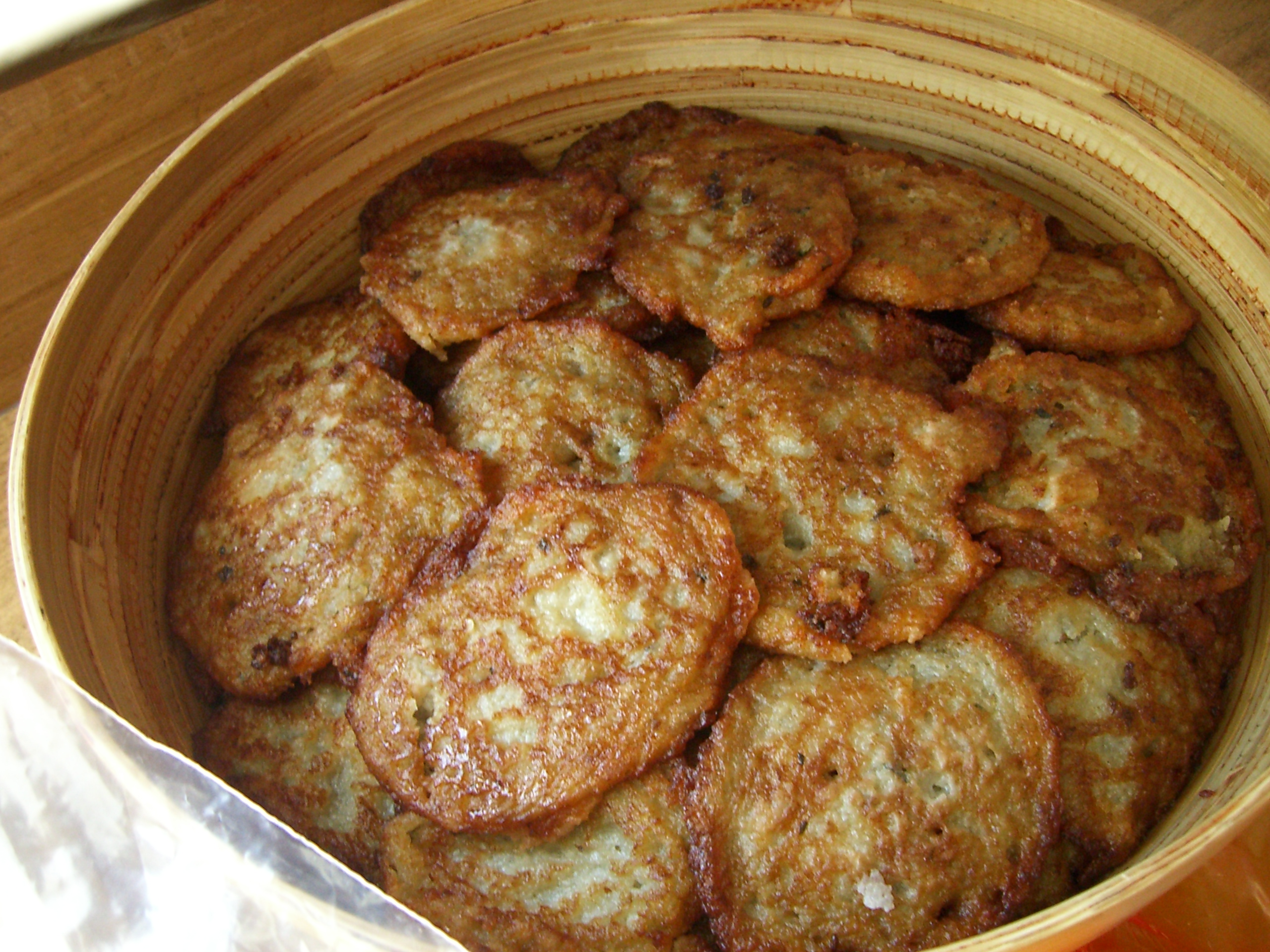
Draniki

La cuina belarussa es compon sobretot de verdures, carn (sobretot porc) i pans. Els aliments són generalment cuits o estofats. El sistema típic belarús d'àpats és d'un esmorzar lleuger i dos àpats posteriors més abundants; el sopar és el menjar principal del dia. Es consumeix molt de pa de blat i de sègol, però el sègol és més abundant perquè les condicions són massa dures per al conreu del blat. Per mostrar l'hospitalitat, l'acollida tradicionalment presenta una ofrena de pa i sal per saludar un hoste o visitant. Les begudes populars d'aquest país inclouen el vodka rus de blat i el kvas, una beguda feta de pa integral o farina de sègol i malta. El kvas també es pot combinar amb verdures tallades per crear una sopa freda anomenada okroixka.

### Vestimenta tradicional
El vestit tradicional belarús prové del període de la Rus de Kíev. A causa del clima fred, la vestimenta va ser dissenyada per a preservar la calor corporal i normalment estava feta de lli o llana. Estaven decorades amb motius amb influències de cultures veïnes: polonesa, lituana, letona, russa i d'altres nacionals d'Europa. Cada regió de Belarús ha desenvolupat patrons de disseny específics. Un patró ornamental comú en els vestits primerencs decora actualment l'histó de la bandera nacional belarussa, adoptada en un referèndum disputat el 1995.

### Esports
Belarús ha competit als Jocs Olímpics d'Hivern de 1994 ençà. El seu Comitè Olímpic Nacional ha estat encapçalat pel president Lukaixenko des de 1997.
Atès que rep un fort patrocini del govern, l'hoquei sobre gel és el segon esport més popular de la nació després del futbol. La selecció nacional de futbol mai s'ha classificat per a un torneig important; tanmateix, el BATE Borisov ha jugat a la Lliga de Campions. La selecció nacional d'hoquei va acabar quarta als Jocs Olímpics de Salt Lake City de 2002 després d'una memorable victòria contra Suècia als quarts de final, i regularment competeix als Campionats Mundials, sovint arribant a quarts de final. Nombrosos jugadors belarussos juguen a la lliga continental d'hoquei a Euràsia, particularment per al club belarús HC Dinamo Minsk, i alguns també han jugat a la lliga nacional d'hoquei a l'Amèrica del Nord. Darya Domracheva és una biatleta que va guanyar tres medalles d'or als Jocs Olímpics d'Hivern de 2014.
La tennista Viktória Azàrenka es va convertir en la primera belarussa en guanyar un títol de Grand Slam a l'Open d'Austràlia el 2012. També va guanyar la medalla d'or en dobles mixtos als Jocs Olímpics d'Estiu de 2012 amb Maxim Mirnyi, que té deu títols de Grand Slam en dobles.
Altres esportistes belarussos notables inclouen el ciclista Vassil Kirienka, que va guanyar als Campionats del món de ciclisme en ruta de 2015 en contrarellotge individual, i la corredora de mitja distància Marina Arzamasava, que va guanyar la medalla d'or en els 800 metres en el Campionat del món d'atletisme de 2015.
Belarús també és coneguda per la gimnàstica rítmica. Entre les gimnastes més conegudes hi ha Inna Júkova, que va guanyar la medalla de plata als Jocs Olímpics de Pequín de 2008, Liubov Charkashyna, que va guanyar la medalla de bronze als Jocs Olímpics de Londres de 2012 i Melitina Staniouta, medalla de bronze de tot al campionat del món de 2015. El grup belarús sènior va guanyar el bronze als Jocs Olímpics de Londres de 2012.
Andrei Arlovski, nascut a Babruisk, a la República Socialista Soviètica de Belarús, és un lluitador de la UFC i l'antic campió del món en pesos pesants de l'UFC.

### Telecomunicacions
- Domini: .by

El monopoli estatal en comunicacions, Beltelecom, té interconnexió exclusiva amb els proveïdors d'Internet de fora de Belarús. Beltelecom posseeix tots els canals fonamentals que connecten amb Lattelecom, TEO LT, Tata Communications (l'antiga Teleglobe), Synterra, Rostelecom, Transtelekom i MTS ISPs. Beltelecom és l'únic operador amb licència per oferir serveis de veu per IP a Belarús.

### Sanitat pública
El maig de 2020 es va fer públic que el país tenia una de les taxes d'infecció més altes d'Europa durant la pandèmia per coronavirus. El president Lukaixenko, fent campanya per les eleccions presidencials de l'agost, va minimitzar el perill del coronavirus en més d'una ocasió i va dir que el confinament seria «inefectiu, injustificat i dolent per l'economia i la societat». El 9 de maig es va organitzar una desfilada al centre de Minsk en commemoració del dia de la victòria, juntament amb un concert i castell de focs.